# Nikiszowiec
Nikiszowiec (niem. Nickischschacht) – część Katowic, położona w rejonie ulicy Szopienickiej, w dzielnicy Janów-Nikiszowiec, na terenach historycznej gminy Janów, a także zabytkowe osiedle patronackie wybudowane w latach 1908–1919 z inicjatywy koncernu górniczo-hutniczego Georg von Giesches Erben jako osiedle robotnicze dla górników kopalni „Giesche” (od 1946 roku „Wieczorek”).  
Osiedle zaprojektowali architekci Emil i Georg Zillmannowie z Charlottenburga, którzy byli również autorami projektu sąsiedniego Giszowca. W dniu 9 maja 1924 roku nastąpiła likwidacja obszaru dworskiego i Nikiszowiec wraz z Giszowcem włączono do gminy Janów. W 1951 roku osiedle stało się częścią nowego miasta – Szopienice, które 31 grudnia 1959 włączono do Katowic.  
Osiedle robotnicze Nikiszowiec stanowi unikatowy i w pełni zachowany przykład zabudowy patronackiej. Składa się z zespołu dziewięciu ceglanych bloków zabudowy mieszkaniowej posiadających zróżnicowane detale architektoniczne, nad którym dominuje bryła neobarokowego kościoła św. Anny. Nikiszowiec, podobnie jak sąsiedni Giszowiec, znajduje się na Szlaku Zabytków Techniki Województwa Śląskiego. Układ urbanistyczno-przestrzenny osiedla robotniczego został wpisany do rejestru zabytków nieruchomych w 1978 roku, a w 2011 roku stał się jednym z pomników historii.  

## Geografia

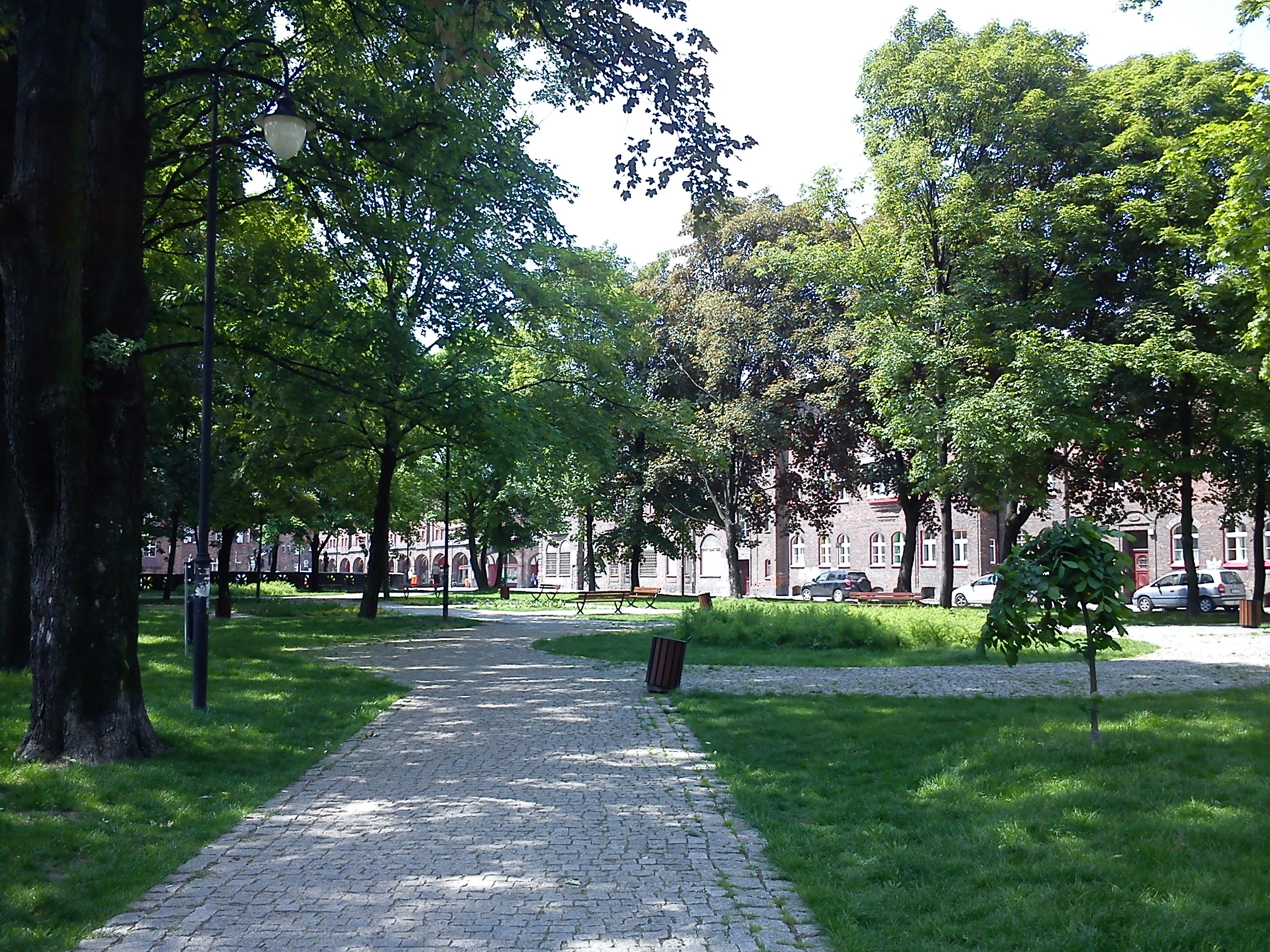
Fragment skweru Emila i Georga Zillmannów w Nikiszowcu

Nikiszowiec położony jest we wschodniej części Katowic, w granicach dzielnicy Janów-Nikiszowiec, w rejonie ulic Szopienickiej i Zamkowej. Pod względem podziału na jednostki fizycznogeograficzne obszar Nikiszowca położony jest na Wyżynie Katowickiej, będącej częścią makroregionu Wyżyna Śląska.
Geologicznie obszar miejscowości znajduje się w niecce górnośląskiej, a utwory ją wypełniające pochodzą z górnego karbonu i wykształcone są w postaci łupków, piaskowców i zlepieńców zawierających pokłady węgla kamiennego. Geomorfologicznie Nikiszowiec położony jest na Płaskowyżu Murcek, zbudowanym z nieco bardziej odpornych utworów karbońskich. W rejonie miejscowości występują duże fragmenty trzeciorzędowych spłaszczeń denudacyjnych zlokalizowanych na wysokościach powyżej 300 m n.p.m., w tym Mrówcza Górka.
Klimat Nikiszowca nie wyróżnia się zbytnio od klimatu dla całych Katowic. Występuje tu klimat umiarkowany przejściowy. Średnia roczna temperatura w wieloleciu 1961–2005 dla stacji w pobliskim Muchowcu wynosi 8,1 °C, a średnia roczna suma opadów dla wielolecia 1951–2005 wynosiła 713,8 mm.
Pod względem hydrograficznym Nikiszowiec położony jest w dorzeczu Wisły, a w głównej mierze obszar miejscowości jest odwadniany przez Bolinę. Znajdująca się nieopodal Nikiszowca dolina Boliny stanowi tereny otwarte, w których występuje kilka rzadkich i chronionych gatunków roślin i zwierząt. Został w tamtym rejonie ustanowiony park Bolina, zaś w samym Nikiszowcu znajdują się dwa skwery: Emila i Georga Zillmannów (przy placu Wyzwolenia) oraz Artystów Grupy Janowskiej (przy ulicy Zamkowej).
W Nikiszowcu i w jego najbliższej okolicy nie ma natomiast ustanowionych żadnych powierzchniowych form ochrony przyrody i pomników przyrody. Obszary leśne występują na południowy wschód oraz na północny zachód od zabytkowego osiedla.

## Nazwa
Niemiecka nazwa osiedla patronackiego Nickischschacht pochodzi od położonego w jego pobliżu szybu kopalnianego „Nickisch” („Nickisch-Schacht”; później szyb „Poniatowski” Kopalni Węgla Kamiennego „Wieczorek”). Obecny Nikiszowiec jest spolszczoną formą niemieckiej nazwy osiedla i szybu (Nikisz – nazwa szybu + formant -owiec). Niemiecka nazwa szybu wywodzi się zaś od nazwiska przedstawiciela spółki Georg von Giesches Erben (niem. Spadkobiercy Gieschego), barona Friedricha Nickisch von Rosenegka.

## Historia

### Początki

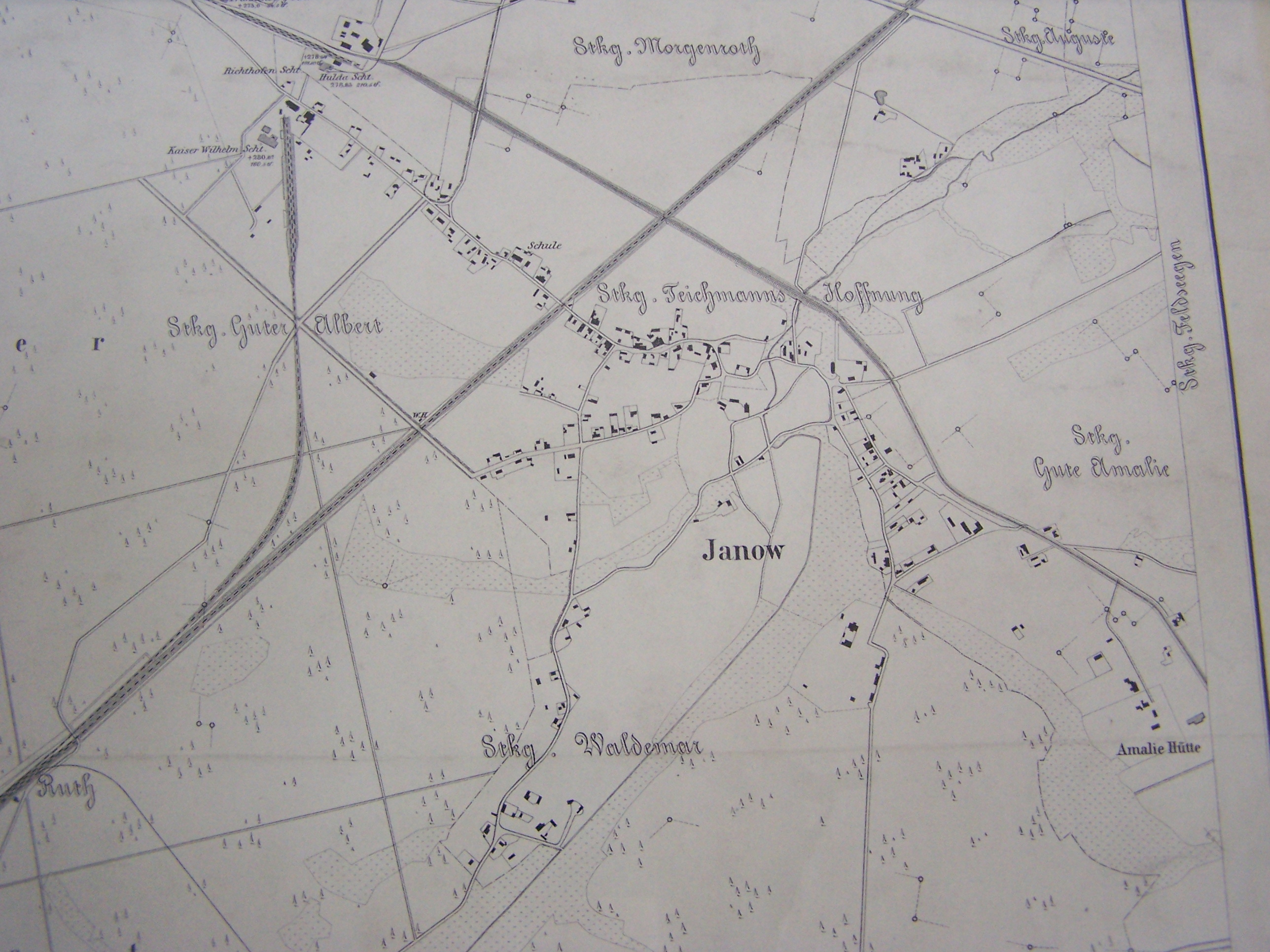
Fragment mapy Janowa z końca XIX wieku; po zachodniej stronie tereny późniejszego Nikiszowca

Powstanie osiedla Nikiszowiec, wzniesionego na terenach leśnych Janowa sięga początku XX wieku, kiedy to kopalnia „Giesche” (późniejsza kopalnia „Wieczorek”) należąca do koncernu Georg von Giesches Erben zapoczątkowała eksploatację nowych pokładów węgla w polu górniczym „Reserve”. Za początek zaś samej kopalni „Giesche” przyjmuje się 1826 rok, kiedy to zostało nadane pole górnicze „Morgenroth” („Jutrzenka”). W następnych latach spółka skupowała okoliczne pola górnicze i kopalnie, łącząc je pod jednym zakładem w 1883 roku – „Giesche”. W 1903 roku rozpoczęto drążenie szybu „Carmer” i zainstalowano nowe maszyny.
Gdy zapadła decyzja o budowie nowego zakładu z szybami Carmer i Nickisch, ówczesny dyrektor Anton Uthemann postanowił rozwiązać braki mieszkaniowe poprzez budowę nowych osiedli robotniczych w pobliżu szybów, aby droga pomiędzy nimi była jak najkrótsza. Dodatkowo osiedla miały spełniać warunki zawarte w ustawie osiedleńczej z 1904 roku, a więc posiadać odpowiednią infrastrukturę techniczną oraz obiekty użyteczności publicznej.

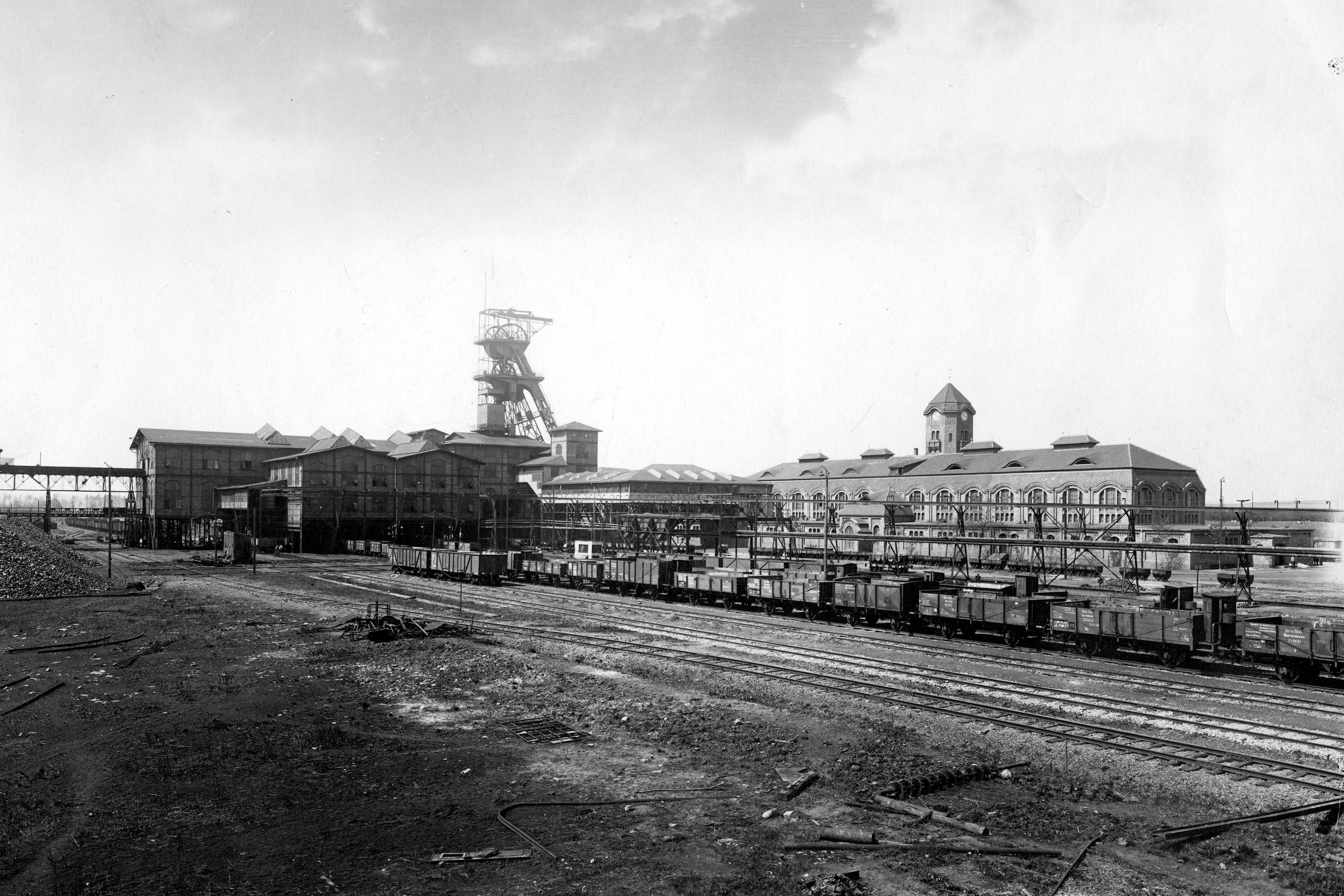
Szyb „Carmer” („Pułaski”) kopalni węgla kamiennego „Giesche” („Wieczorek”), przy którym wzniesiono osiedle Nikiszowiec; zdjęcie z lat 30. XX wieku

W dniu 13 maja 1907 roku powołano obszar dworski Giszowiec i jeszcze w tym samym roku przystąpiono do budowy osiedla górniczego Giszowiec dla górników zatrudnionych w kopalni „Giesche”. Szybko po wybudowaniu Giszowca okazało się jednak, że liczba przygotowanych mieszkań była zbyt mała, stąd też podjęto starania o pozyskanie terenu na budowę kolejnego zespołu mieszkaniowego .
Dnia 16 grudnia 1908 roku Wydział Powiatowy w Katowicach wydał zgodę na wybudowanie nowej kolonii robotniczej zlokalizowanej w sąsiedztwie szybu „Nickisch” (od 1935 roku szyb „Poniatowski”) – jednego z czternastu szybów kopalni „Giesche”. Na budowę nowego osiedla przeznaczono obszar o powierzchni 20 hektarów, a docelowo miało w nim zamieszkać około 5 tys. robotników oraz urzędników. Zgoda ta była dyktowana kilkoma warunkami, w tym przekazaniem funduszy i terenu rzymskokatolickiej gminie w Mysłowicach celem budowy kościoła, budowie i utrzymaniu szkół, podłączeniu nowych budynków do sieci wodno-kanalizacyjnej czy montażu instalacji przeciwpożarowych.
Projekt osiedla patronackiego Nikiszowiec powstał w 1908 roku, a zaprojektowali go architekci Emil i Georg Zillmannowie z Charlottenburga, którzy byli także projektantami sąsiedniego Giszowca. Nad pracami budowlanymi, podobnie jak w przypadku budowy Giszowca, czuwał Anthon Uthemann. Jesienią 1911 roku oddano do użytku pierwszy blok mieszkalny. Wtedy też osiedle otrzymało swego żandarma, a w 1913 roku zastępcę naczelnika obszaru dworskiego, którym został asesor górniczy Ernest Mogwitz. Do wybuchu I wojny światowej wybudowano łącznie 6 bloków osiedla, a ostatni blok (IX) oddano do użytku w 1919 roku. Projekt ten ostatecznie nie został zrealizowany w całości. Nie wykonano chociażby parku osiedlowego, który był zaplanowany w północnej części osiedla czy też niewielkiego zespołu mieszkaniowego po północno-wschodniej stronie kościoła – w tym miejscu w 1930 roku powstał skwer, nazwany w późniejszych latach skwerem Emila i Georga Zillmannów .

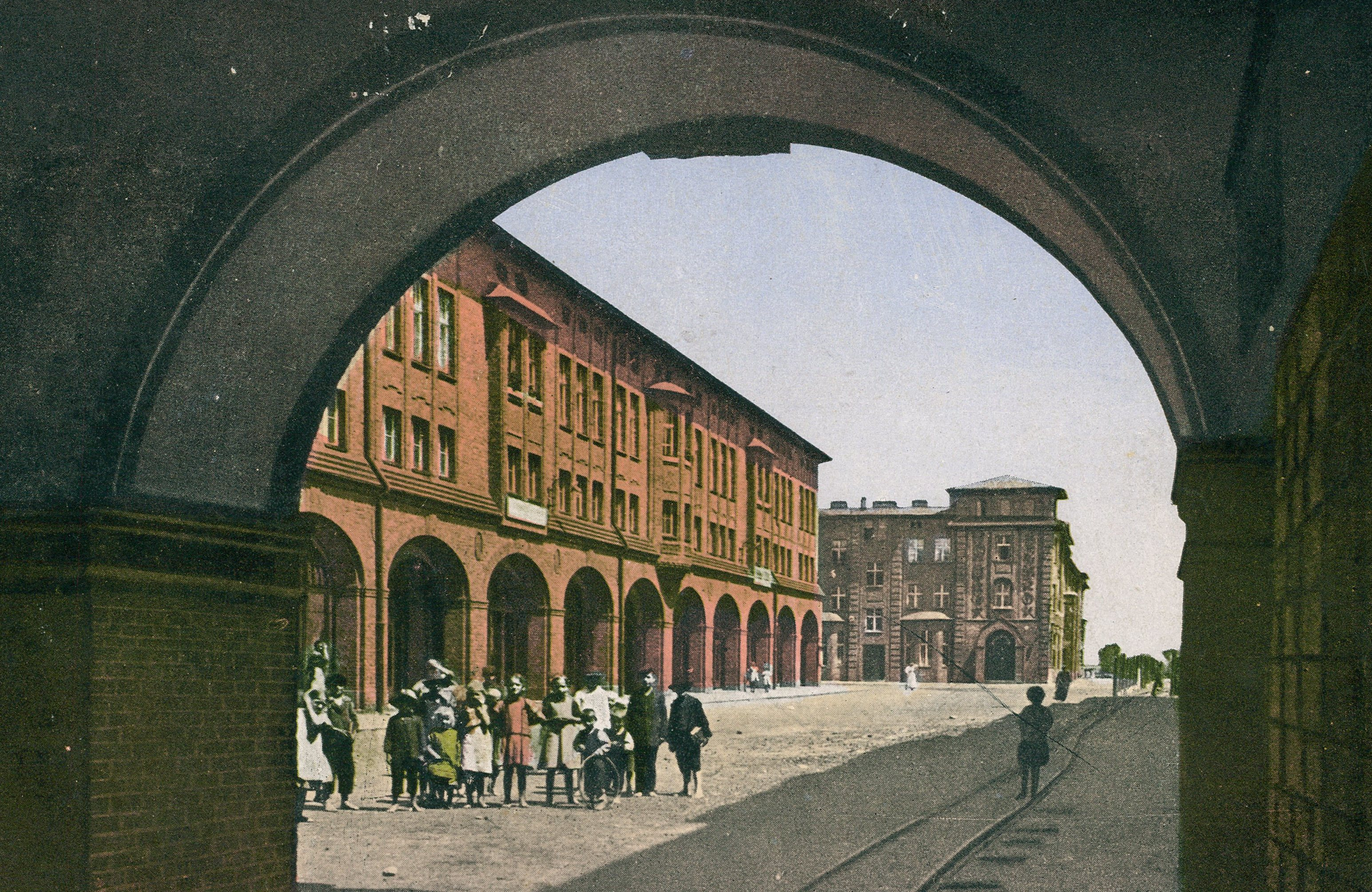
Osiedle Nikiszowiec w 1912 roku; widok na plac Wyzwolenia

W 1914 roku przystąpiono do budowy neobarokowego kościoła przy centralnym placu Nikiszowca. Świątynię tę również zaprojektowali Zillmannowie. W kościele znajdują się witraże wykonane przez Georga Schneidera z Ratyzbony i zabytkowe organy braci Rieger z Karniowa. Z powodu wybuchu I wojny światowej budowę kościoła przerwano, a parafianie uczęszczali do tymczasowego kościoła w budynku kotłowni przy szybie „Albert”. Wielu mężczyzn trafiło w tym czasie do wojska, co spowodowało jednocześnie mniejsze wydobycie węgla w „Giesche”, które zmalało o około 30%. Do pracy pod ziemią zaczęto przyjmować kobiety i chłopców w wieku od 14 do 16 lat. Dodatkowo zatrudniano jeńców wojennych i robotników przymusowych z byłego zaboru rosyjskiego. W 1917 roku 33% załogi w kopalni stanowili jeńcy.
Ludność cywilna zamieszkująca osiedle dotkliwie odczuwała kłopoty z zaopatrzeniem w żywność. Pracownicy kopalni celem poprawy zaopatrzenia w żywność i dla wywalczenia podwyżki płac postanowili strajkować. W dniach 8–11 września 1916 roku doszło do strajku. W związku z czym władze kopalni zapewniły pracownikom zakup dodatkowych środków spożywczych. Kolejny strajk odbył się w lipcu 1918 roku. Górnicy domagali się m.in. skrócenia czasu pracy, lepszego zaopatrzenia w żywność i podwyższenia zarobków. Buntujących się pracowników kopalni „Giesche” wysłano na front lub skazano wyrokiem sądu wojskowego na karę więzienia w twierdzy w Nysie. Mieszkańcy Giszowca i Nikiszowca w czasie wojny wskutek niedożywienia cierpieli na wiele chorób, a brak opieki lekarskiej sytuację tę pogarszał. W chwili zakończenia wojny w Nikiszowcu wybuchła epidemia tyfusu.

### Okres międzywojenny

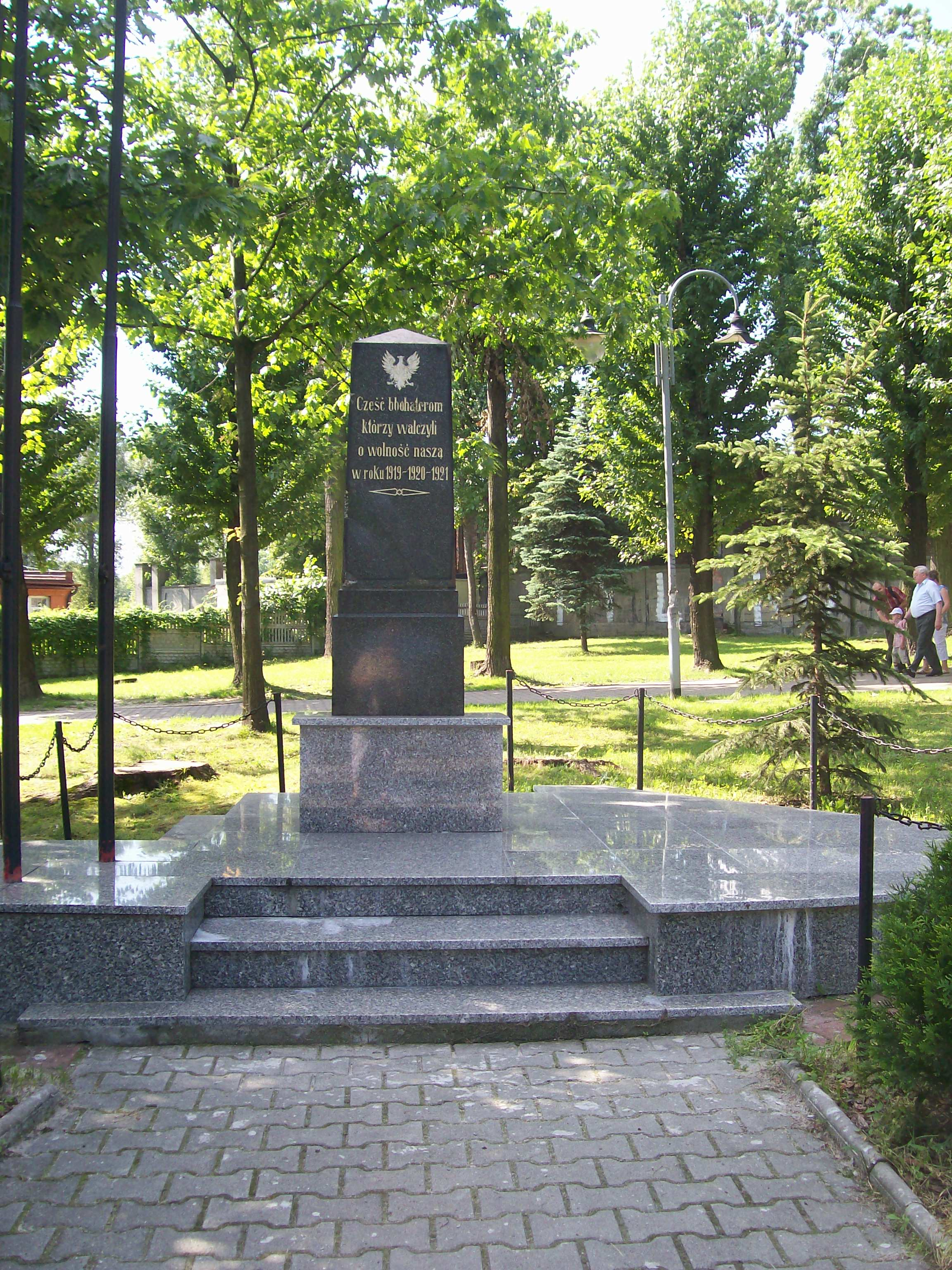
Pomnik Powstańców Śląskich znajdujący się przy ulicy Zamkowej

Po zakończeniu I wojny światowej większość mieszkańców Nikiszowca oczekiwała na przyłączenie Górnego Śląska do Polski, a część z nich postanowiła chwycić za broń. W 1919 roku utworzono komórkę Polskiej Organizacji Wojskowej, przygotowującej swoich członków do podjęcia walki zbrojnej. Komendantem został Feliks Marszalski, a jego zastępcą Teodor Chrószcz. 13 sierpnia 1919 roku górnicy kopalni „Giesche” przyłączyli się do strajku generalnego. W czasie tego strajku doszło do wybuchu I powstania śląskiego.
Podczas powstań śląskich (lata 1919–1921), a szczególnie w czasie I powstania, w Nikiszowcu toczyły się zacięte walki o przyłączenie terenów Górnego Śląska do Polski. O wydarzeniach tamtych czasów opowiada film Kazimierza Kutza Sól ziemi czarnej. W czasie II powstania śląskiego Nikiszowiec został zajęty przez powstańców bez walk po rozbrojeniu niemieckiej policji, a 19 sierpnia 1919 roku górnicy kopalni „Giesche” rozpoczęli strajk, który trwał do końca powstania.
Dnia 20 marca 1921 roku w przeprowadzonym na Górnym Śląsku plebiscycie, na obszarze dworskim Giszowiec uprawnionych do głosowania było 4 288 osób, a zagłosowało 4 222. W Nikiszowcu głosowanie odbyło się w budynku szkoły. Za przyłączeniem do Polski opowiedziało się 3 056 osób. W samym Nikiszowcu za pozostawieniem Górnego Śląska w granicach Niemiec głosowały 672 osoby, natomiast za przyłączeniem do Polski 1 946 (74,3% głosów). Jako że wyniki plebiscytu nie były korzystne dla Polski, w nocy z 2 na 3 maja 1921 roku doszło do wybuchu III powstania śląskiego. Nikiszowiec został zdobyty przez powstańców bez walki w pierwszym dniu powstania. Powstańcy pochodzący z osiedla brali udział w walkach w rejonie Góry św. Anny.

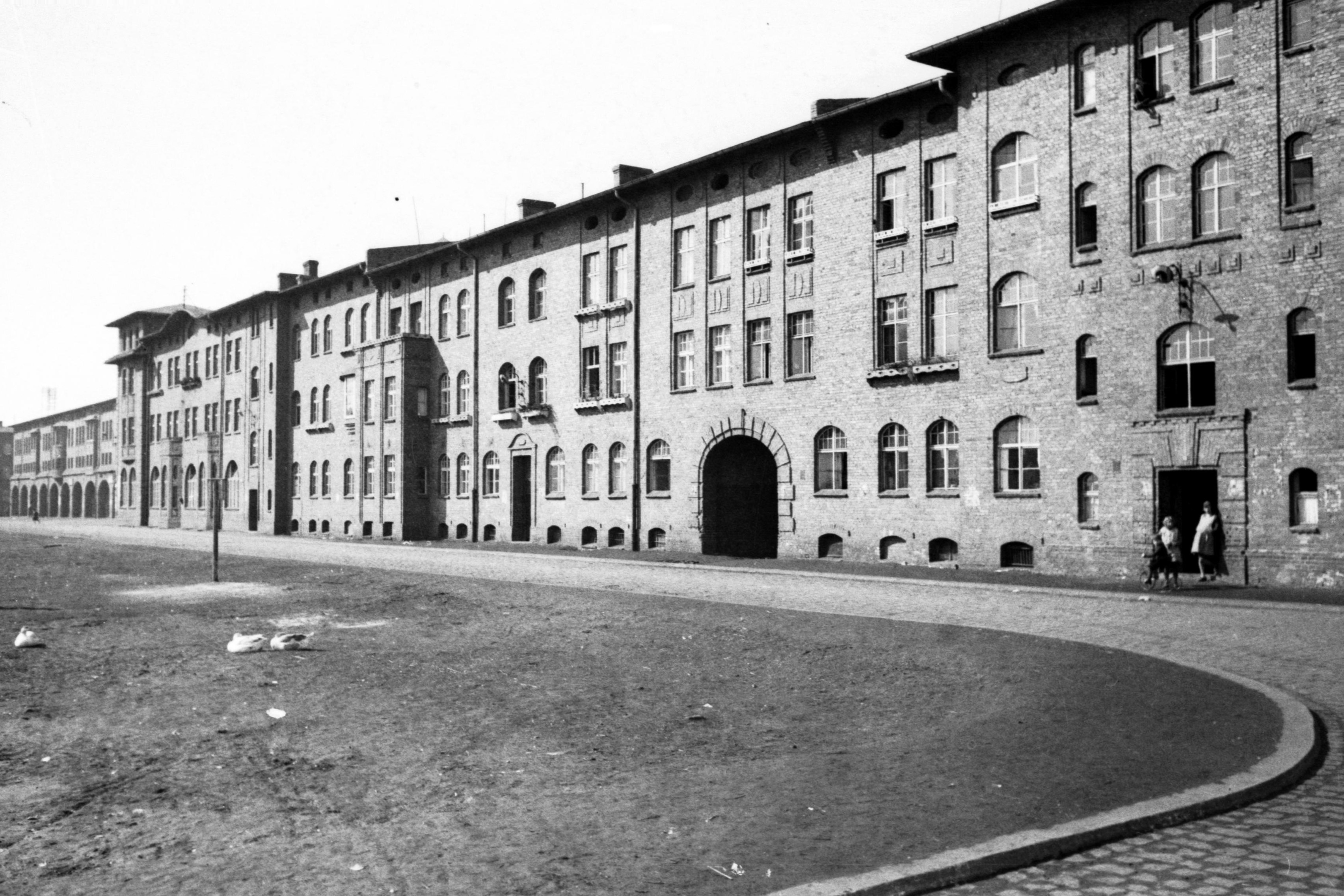
Fragment Nikiszowca w rejonie skweru Zillmannów w 1931 roku

Na mocy konwencji zawartej w Genewie Nikiszowiec znalazł się w granicach II Rzeczypospolitej w maju 1922 roku. Wraz z przyłączeniem Nikiszowca do Polski rozpoczęto zmiany w nazewnictwie – Nickischschacht oficjalnie stał się Nikiszowcem, a także zmieniono nazwy ulic na polskie. W 1924 roku nastąpiła likwidacja obszaru dworskiego Giszowiec i osiedle wraz z Giszowcem zostało 1 lipca 1924 roku włączone do gminy Janów. W okresie międzywojennym na terenie osiedla propagowano kulturę polską i rozwijano działalność wielu organizacji społecznych, m.in.: Towarzystwa Gimnastycznego „Sokół” (gniazdo to nosiło nazwę „Nikisz-Giszowiec”), chóru męskiego im. Stanisława Moniuszki, chóru mieszanego „Wolność” (w 1927 roku zmiana nazwy na „Halka”), Towarzystwa Czytelni Ludowych i Związku Harcerstwa Polskiego. W 1936 roku w Nikiszowcu mieszkało 7 185 osób – głównie rodziny górników kopalni „Giesche”.
Górnicy, rozczarowani pogarszającymi się warunkami życiowymi, buntowali się przeciwko redukcji zatrudnienia i obniżce płac. Na czele lokalnego ruchu rewolucyjnego stanął jeden z czołowych działaczy komunistycznych na Górnym Śląsku, górnik kopalni „Giesche” – Józef Wieczorek. W marcu 1937 roku w kopalni „Giesche” doszło do strajku, który był ostatnim poważnym wystąpieniem górnośląskich robotników przed wybuchem II wojny światowej. Trwające w tym czasie strajki zostały zobrazowane w filmie Kazimierza Kutza Perła w koronie.

### II wojna światowa

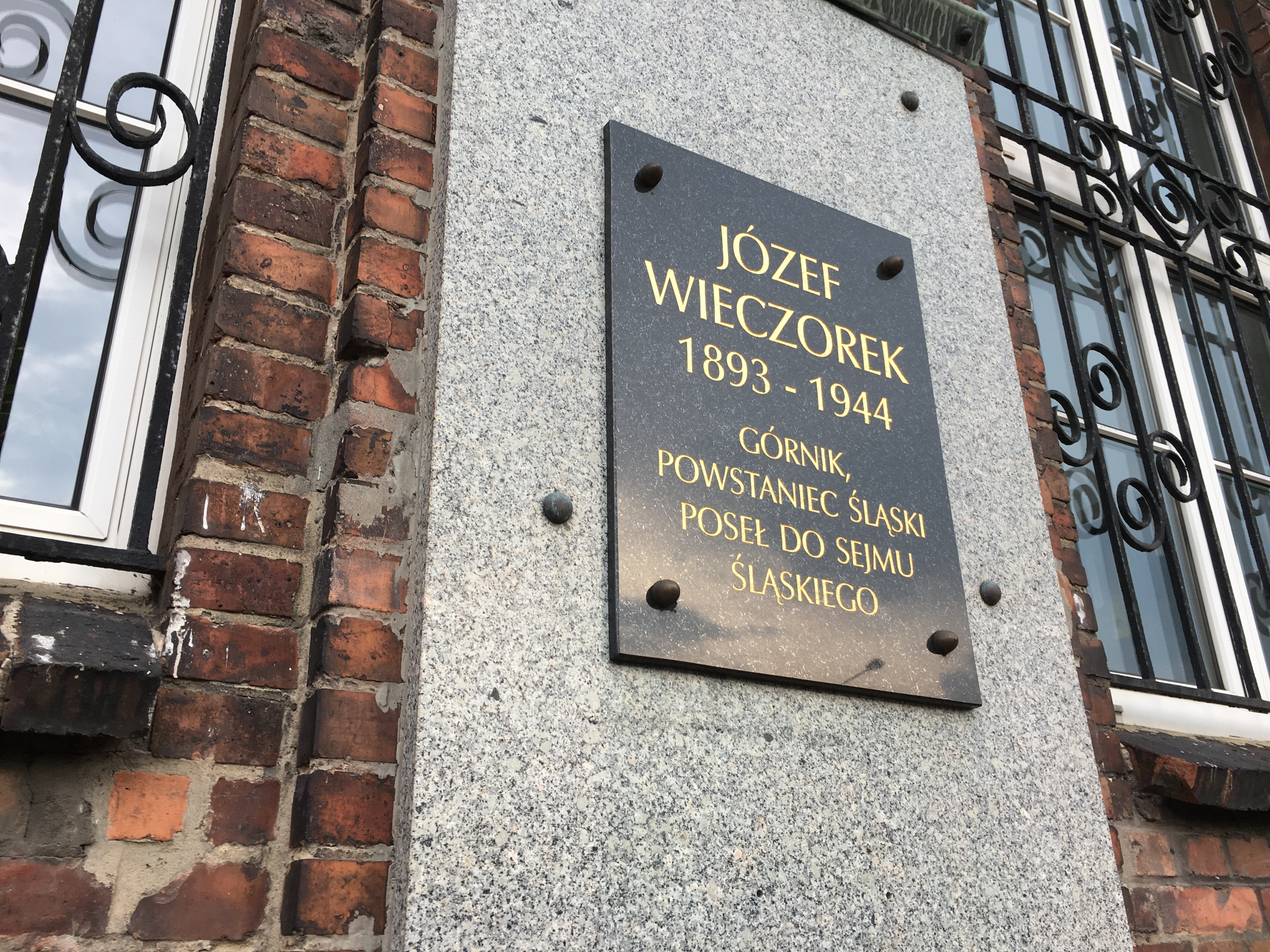
Tablica upamiętniająca Józefa Wieczorka, który zginął 7 lipca 1944 roku w Auschwitz-Birkenau

Dnia 4 września 1939 roku, w wyniku inwazji wojsk hitlerowskich na Polskę, Nikiszowiec znalazł się pod okupacją niemiecką. Okupanci rozpoczęli prześladowania, usunięto wszelkie ślady polskości z życia publicznego oraz likwidowano wszelkie polskie instytucje i organizacje. Okupanci również zrywali i niszczyli polskie szyldy i symbole narodowe – w pierwszej kolejności usunięto pomnik poświęcony powstańcom śląskim. W całej gminie już na początku października 1939 roku usunięto polskie nazwy ulic i zastąpiono je niemieckimi. 3 lutego 1942 roku władze niemieckie nazwę gminy Janów, która wydawała się być bardzo polską, zmieniły na niemiecką Gieschewald, nawiązując do dawnej nazwy obszaru dworskiego, przy czym Nikiszowiec nazwano Gieschewald Mitte, Janów zmieniono na Gieschewald Nord, a Giszowiec na Gieschewald Süd.
W 1943 roku Niemcy zarekwirowali na cele wojenne 4 dzwony z kościoła św. Anny, zostawiając tylko najmniejszy, który ważył 581 kg. Dzwony te zostały odlane przez firmę Schillinga w Appoldzie koło Weimaru. Nosiły nazwy: Paweł, Maria, Józef, Barbara, Anna i miały dla Nikiszowian dużą wartość materialną i znaczenie religijne.
W czasie okupacji na terenie Nikiszowca i całej gminy Janów działały różne organizacje konspiracyjne, których celem była walka z niemieckim okupantem. Organizowano m.in. działalność sabotażową i dywersyjną. Na początku II wojny światowej na terenie Nikiszowca i całego Górnego Śląska przystąpiono do rejestracji ludności. Akcja ta zwana była „palcówką” (ze względu na to, że w dowodzie umieszczano odcisk palca zamiast zdjęcia). Mieszkańcy osiedla musieli określić narodowość i język. Większość mieszkańców, aby uniknąć represji, podawała jako ojczysty etnolekt śląski i tym samym została wpisana na niemiecką listę narodowościową (Deutsche Volksliste). Z tego względu Górnoślązaków mobilizowano i uzupełniano nimi szeregi Wehrmachtu. Masowy pobór do niemieckiego wojska i przedłużająca się wojna spowodowały brak rąk do pracy w kopalni „Giesche”. W związku z tym do pracy zatrudniano kobiety, młodzież i jeńców wojennych. Jeńcy, głównie Rosjanie, zostali zakwaterowani w barakach mieszkalnych w pobliżu szybu „Zbyszko” (przy obecnej ulicy Transportowców). Stan jeńców był tak zły, że wzbudzał współczucie u miejscowych górników i mieszkańców Nikiszowca, którym też nie wiodło się najlepiej.
W wyniku ofensywy wojsk sowieckich w kierunku Katowic, około 25 stycznia 1945 roku władze niemieckie opuściły Nikiszowiec, a 27 stycznia 1945 roku Nikiszowiec wraz z Katowicami został zajęty przez Armię Czerwoną.

### Lata powojenne

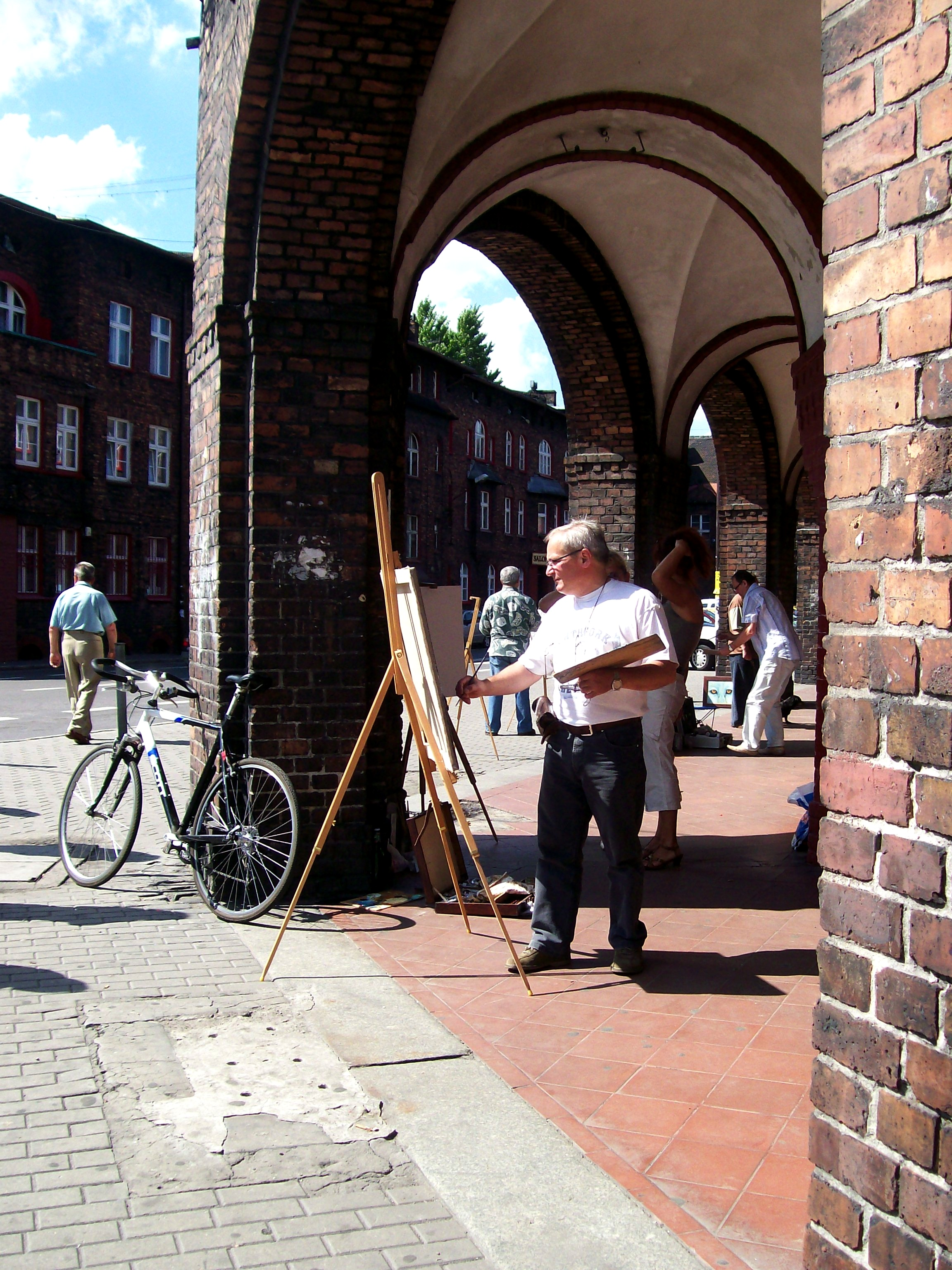
Jarmark sztuki zorganizowany w ramach I Międzynarodowego Festiwalu Sztuki Naiwnej „Nikisz-For” 27 lipca 2008 roku

Dzień po zajęciu Nikiszowca przez wojska sowieckie, 28 stycznia 1945 roku przedstawiciele komitetów powstałych w Janowie, Nikiszowcu i Giszowcu utworzyli Tymczasową Radę Gminną, na której czele stanął Józef Żymła z Giszowca. Przywrócono polskie nazwy ulic i miejscowości. W 1947 roku naczelnikiem gminy Janów został Emanuel Zielosko. W dniu 22 marca 1951 roku Nikiszowiec został włączony w skład miasta Szopienice, natomiast od 31 grudnia 1959 roku Szopienice wraz z Nikiszowcem zostały włączone w skład Katowic.
Na przestrzeni lat przeobrażeniu uległ budynek administracyjny kopalni, który został otynkowany, zaś w latach 50. XX wieku nadbudowano o jedną kondygnację budynek noclegowy usytuowany na rogu ulic B. Krawczyka i Szopienickiej . Ostatnie większe zmiany architektoniczne Nikiszowca miały miejsce w 1977 roku, kiedy to ze względu na zły stan techniczny rozebrano budynki gospodarcze zlokalizowane w obrębie dziedzińców wewnętrznych – chlewiki i tzw. piekarnioki . W 1978 roku układ urbanistyczny osiedla patronackiego Nikiszowiec wpisano do rejestru zabytków nieruchomych.
W dniu 16 września 1991 roku Rada Miejska w Katowicach przyjęła uchwałę, na mocy której 1 stycznia 1992 roku podzielono Katowice na 22 pomocnicze jednostki samorządowe określając obszary ich działania. Powołano wówczas m.in. jednostkę samorządową nr 16 „Nikiszowiec – Janów”, w obrębie której znalazł się Nikiszowiec.
Od 1 lipca 1993 roku sąsiadująca z osiedlem kopalnia „Wieczorek” stała się częścią Katowickiego Holdingu Węglowego, który istniał do 1 kwietnia 2017 roku, kiedy to został wchłonięty do Polskiej Grupy Górniczej. W dniu 31 marca 2018 roku kopalnia została przekazana do Spółki Restrukturyzacji Kopalń. W sierpniu 2018 roku miasto Katowice przejęło od SRK rejon szybu „Poniatowski”, a w kwietniu 2023 roku tereny szybu „Pułaski” – obydwa w ramach darowizny. Na terenach dawnego szybu „Pułaski” miasto Katowice zaplanowało realizację katowickiego HUB-u Gamingowo-Technologicznego.

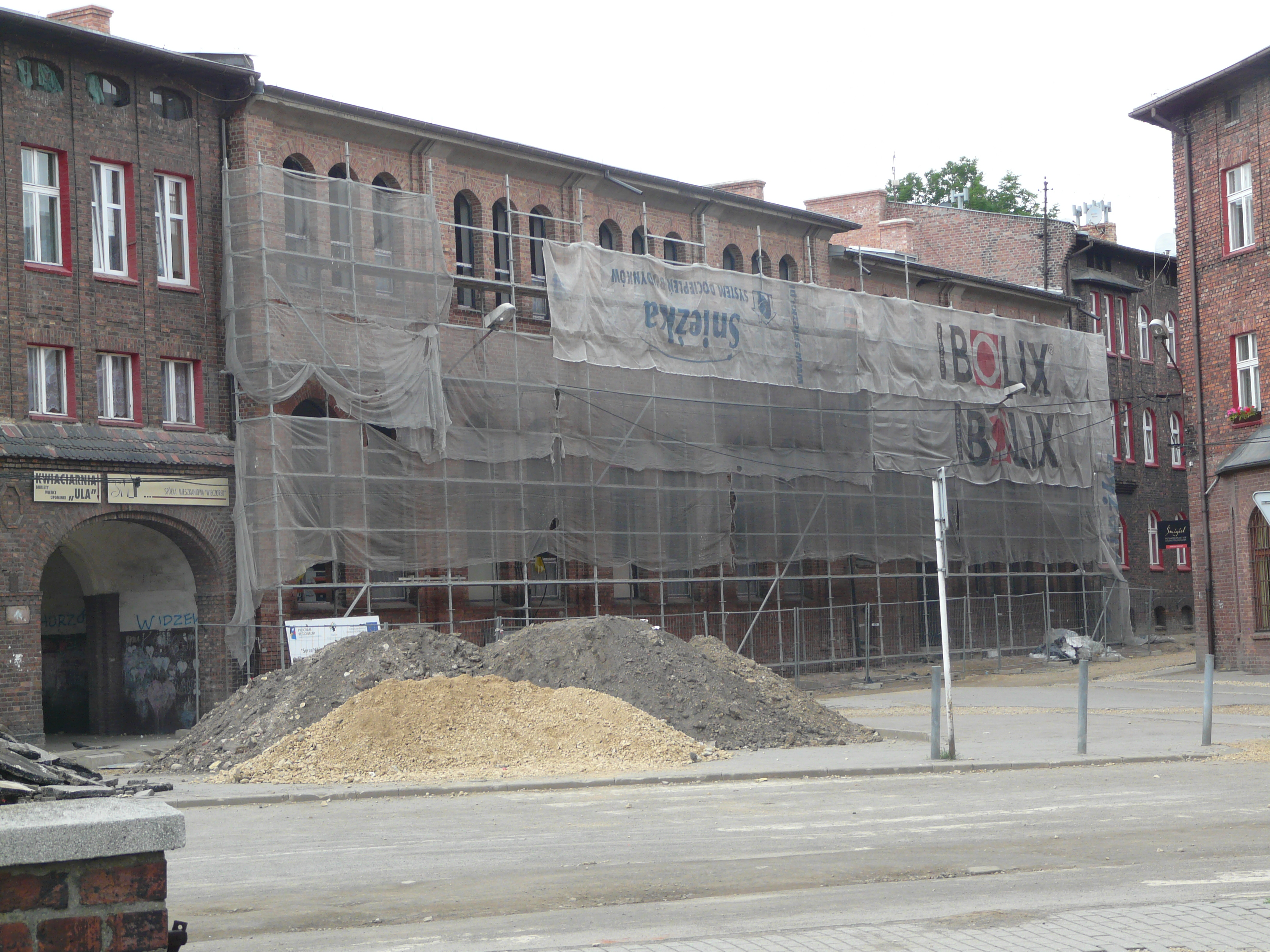
Budynek d. magla i pralni w trakcie renowacji i fragment pl. Wyzwolenia w trakcie modernizacji w 2010 roku

W 1996 roku w budynku dawnego magla przy ulicy Rymarskiej 4 powstała Galeria Magiel, która dokumentowała dzieje m.in. Nikiszowca. Od 2011 roku w tym samym budynku mieści się Dział Etnologii Miasta Muzeum Historii Katowic. Od 2006 roku Nikiszowiec jest jednym z punktów na Szlaku Zabytków Techniki Województwa Śląskiego. W 2008 roku obchodzono 100-lecie powstania Nikiszowca. W ramach obchodów zorganizowano m.in. 1. Międzynarodowy Festiwal Sztuki Naiwnej „NIKISZ-FOR”, 1. Światowy Zlot Nikiszowian i wystawę w Muzeum Historii Katowic: Nikiszowiec 1908–2008. Z dziejów osiedla i parafii. W dniu 25 października 2008 roku w kościele św. Anny odsłonięto tablicę upamiętniającą projektantów górniczego osiedla Emila i Georga Zillmannów. Na uroczystość przybył odnaleziony niedawno przez Joannę Tofilską Jörn Zillmann – wnuk Emila Zillmanna. W grudniu 2008 roku zorganizowany również został 1. świąteczny jarmark w Nikiszowcu. Pieniądze zarobione na tej imprezie Nikiszowianie przeznaczyli na zakup monitoringu w dzielnicy.
Od 2008 roku czynione były starania, aby Nikiszowiec uznano za pomnik historii. Władze miasta Katowice przeznaczyły na ten cel kwotę 30 tys. zł, a także sporządzone zostały szczegółowa dokumentacja osiedla górniczego i opinie konserwatorów zabytków. Dokładna analiza została skierowana do Kancelarii Prezydenta Rzeczypospolitej Polskiej. Rozporządzeniem Prezydenta Rzeczypospolitej Polskiej z dnia 14 stycznia 2011 roku osiedle zostało uznane za pomnik historii.
W 2009 roku zrewitalizowano teren na północny wschód od kościoła św. Anny, nadając mu też w tym samym roku nazwę skwer Emila i Georga Zillmannów. Postawiono tu także pomnik ogrodowy z polską inskrypcją z 1835 roku. Rok później zmodernizowano plac Wyzwolenia, układając na nim nową kostkę granitową. W lipcu 2021 na terenie Nikiszowca postawiono dwa pierwsze stałe figurki beboków – Michalino i Wincynt. Ich pomysłodawcą i autorem był Grzegorz Chudy.

## Architektura i urbanistyka

### Charakterystyka

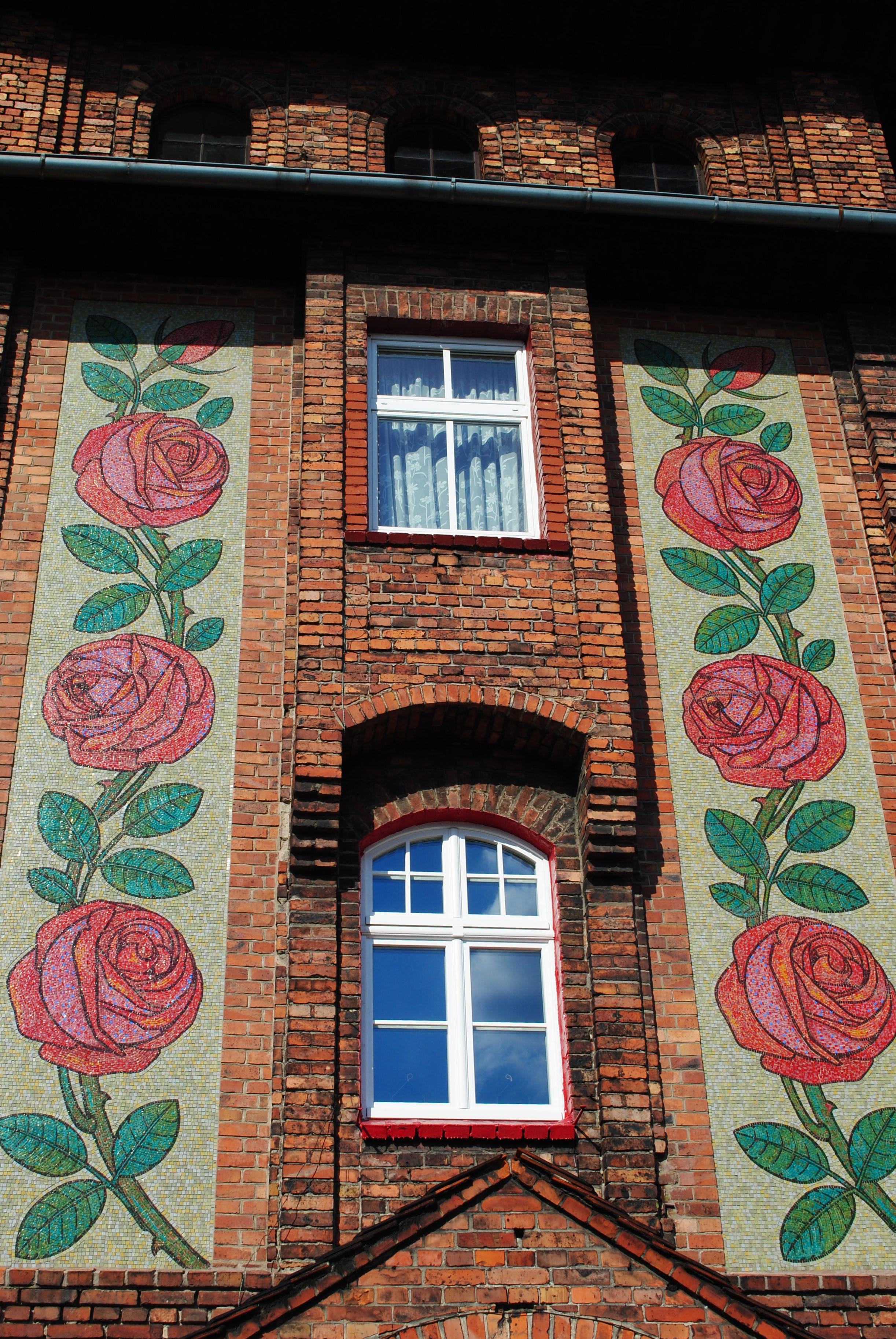
Charakterystyczna mozaika w postaci dwóch pionowych pasów z malowanymi czerwonymi różami na budynku przy placu Wyzwolenia 4

Nikiszowiec wraz z Giszowcem należą do najbardziej znanych na terenie Katowic osiedli patronackich – tego typu osiedla powstawały wokół zakładów przemysłowych z inicjatywy ich właścicieli dla potrzeby ich pracowników. Sam Nikiszowiec jest także najbardziej znanym osiedlem robotniczym w Polsce. Zabytkowa zabudowa Nikiszowca powstała według projektu Georga i Emila Zillmannów. Osiedle to zlokalizowano na zachód od Janowa i w odróżnieniu od osiedla w Giszowcu, gdzie zabudowę tworzą domy jedno- i dwurodzinne w ogrodach, w Nikiszowcu zastosowano zwartą, blokową zabudowę , a ceglane budynki miały nawiązywać do obiektów typowo miejskich. Pierwszy blok mieszkalny w Nikiszowcu oddano do użytku w 1911 roku, a ostatni ukończono w 1919 roku. Osiedle uzyskało obecny wygląd w 1927 roku, kiedy to zakończono budowę kościoła św. Anny. Całe założenie miejskie osiedla robotniczego zajmuje powierzchnię około 15 ha.
Punktem centralnym układu urbanistycznego osiedla jest wydłużony plac Wyzwolenia, będący przedłużeniem ulicy Janowskiej. Przy nim ulokowano najważniejsze budynki usługowe, takie jak sklepy, kościół czy restaurację. W części północnej znajdują się trzy kwartały wydzielone ulicami wychodzącymi promieniście z placu Wyzwolenia. Tutaj, w sąsiedztwie dawnego szybu „Nickisch” (później „Poniatowski”), znajduje się największy kwartał na osiedlu. Zlokalizowano w jego obrębie najważniejsze budynki administracyjne kopalni „Giesche” („Wieczorek”), a także obiekty zaplecza socjalnego, między innymi budynek dyrekcji kopalni oraz dom noclegowy dla samotnych górników z 504 łóżkami. Tędy też, poprzez znajdujące się tu łaźnię i cechownię, prowadziła droga górników z domu do miejsca pracy. W kwartale tym umieszczono ponadto pralnię z maglem i suszarnią, oraz obsługujące osiedle kotłownię i wieżę ciśnień.
We wschodniej części Nikiszowca wybudowano dwa wolnostojące budynki szkół wraz z mieszkaniami dla nauczycieli, natomiast poza torami kolejowymi (za terenem osiedla), przy ulicy Zamkowej powstały szpital (barak zakaźny), ochronka dla dzieci oraz oczyszczalnia ścieków. Na południe od placu Wyzwolenia i ulicy Janowskiej znajduje się zabudowa mieszkaniowa. Tworzą ją bloki mieszkalne (trzykondygnacyjne o 12 mieszkaniach) połączone w sześć zwartych, zamkniętych kwartałów, wydzielonych przecinającymi się prostopadle ulicami. Każdy z nich zaprojektowano na 165 mieszkań, a razem z podwórzem i ulicą zajmował przeciętnie 1,3 tys. m². Typowe mieszkanie w Nikiszowcu składało się z dwóch pokoi z kuchnią i miało powierzchnię około 63 m². Łącznie na osiedlu powstało około tysiąc mieszkań.
Wewnątrz kwartałów na podwórzach wprowadzono zabudowania gospodarcze: chlewiki, w których mieszkańcy hodowali zwierzęta (króliki, gołębie, kozy i świnie) oraz piece do wypieku chleba (tzw. piekarnioki). Z ulicy do wnętrza kwartałów prowadziły szerokie, sklepione przejścia (tzw. ajnfarty). Zamknięcia ulic podkreślają przerzucone nad nimi przewiązki wsparte na szerokich arkadach, łączące bloki mieszkalne.
| - Zabudowa przy placu Wyzwolenia - Zabudowa przy placu Wyzwolenia - Zabudowa w rejonie ulicy A. Czechowa |

Zabudowa z surowej czerwonej cegły licówki stanowi o architektonicznym charakterze osiedla. Celem uniknięcia monotonii Zillmannowie nadali familokom indywidualny charakter poprzez silne zróżnicowanie detali takich jak: łukowe nadproża otworów okiennych i drzwiowych, wykusze o różnej wysokości, głębokości i kształcie czy portale. Zastosowano także płaskie ryzality i podcienia arkadowe, a także loggie i balkony. Część obiektów posiada także fryzy kostkowe, pilastry, lizeny i boniowania. Ościeża malowane były najczęściej na kolor czerwony. Nad wejściem do placówki pocztowej przy placu Wyzwolenia 4 znajduje się charakterystyczna mozaika – dwa pionowe pasy z malowanymi czerwonymi różami, nawiązującymi do tradycyjnego kobiecego stroju górnośląskiego.
Znajdujący się w Nikiszowcu neobarokowy kościół św. Anny został także zaprojektowany przez Zillmannów. Bryłą i detalem architektonicznym nawiązuje on do dwuwieżowych rozwiązań barokowych, a zastosowanie nietynkowanych elewacji z surowej cegły stanowi motyw unifikujący budowlę z pozostałymi kwartałami Nikiszowca. Kościół wzniesiono na planie krzyża łacińskiego z niskimi nawami i krótkim transeptem.
Układ urbanistyczno-przestrzenny osiedla robotniczego Nikiszowiec wpisany jest do rejestru zabytków nieruchomych pod numerem A/1230/78, a budynki tworzące zabudowę osiedla pod numerem A/403/13. Są to następujące adresy: ul. A. Czechowa 1-13, 15; ul. ks. A. Ficka 1-9; ul. Garbarska 1-3; ul. Giszowiecka 1-8; ul. Janowska 1-10; ul. B. Krawczyka 2, 4 i 6; ul. Z. Nałkowskiej 6-9; ul. Odrowążów 1-16, 18 i 20; ul. Rymarska 1, 3 i 5; ul. Szopienicka 44, 46, 48, 50 i 52; ul. św. Anny 1-17 i 19 oraz pl. Wyzwolenia 1-4 i 9-16.
Detale architektoniczne budynków w Nikiszowcu

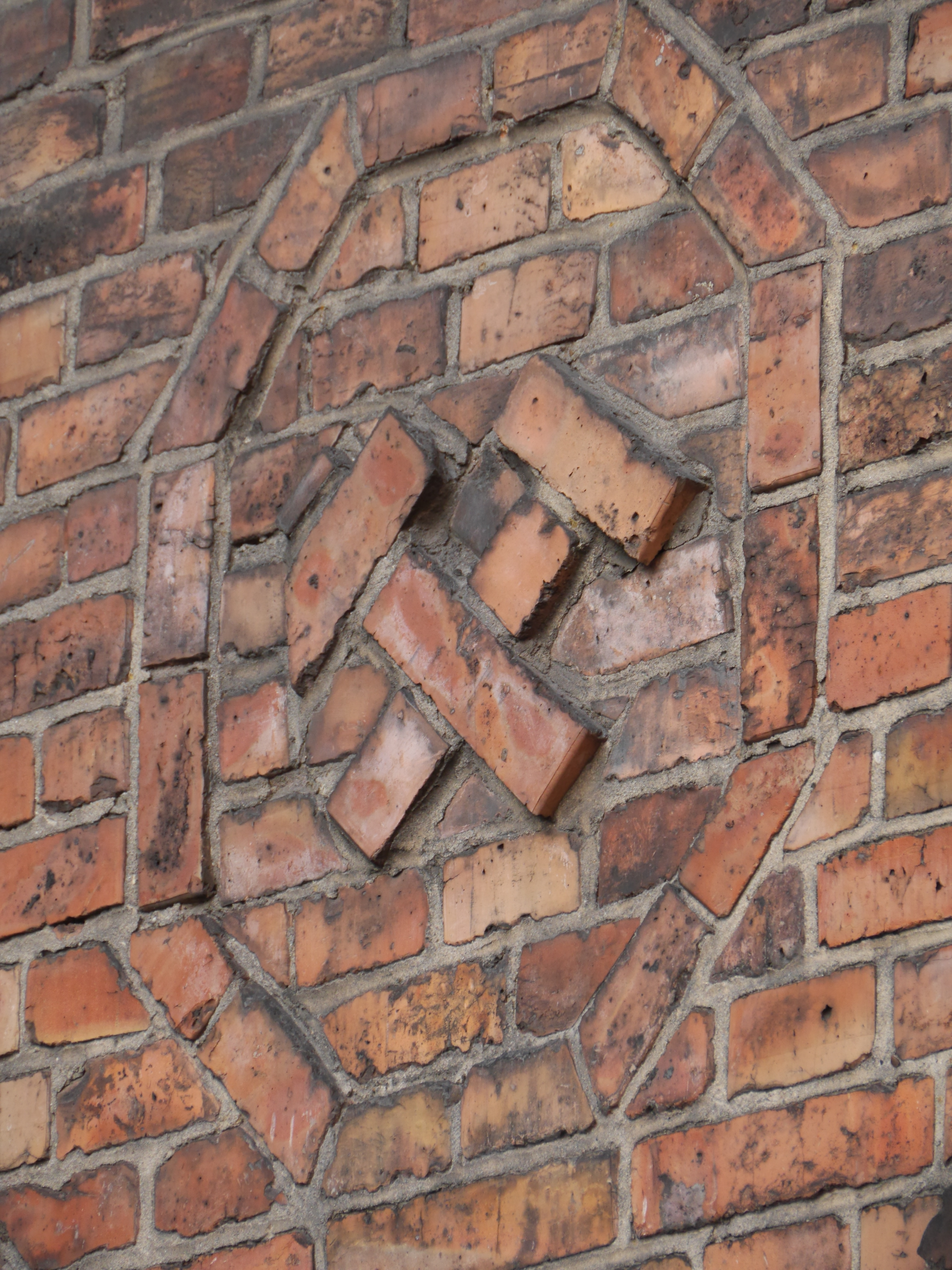
Detal – godło górnicze
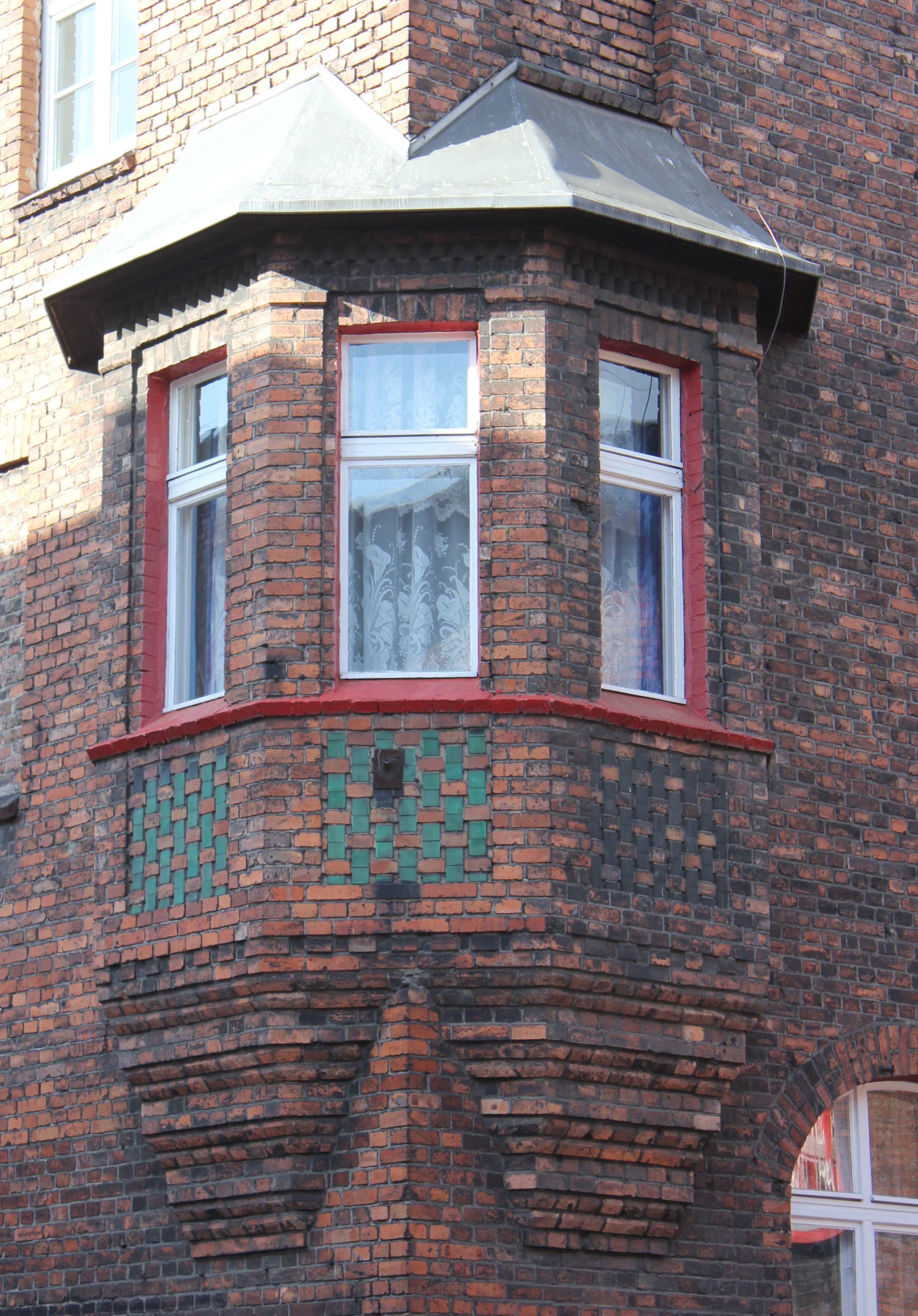
Wykusz
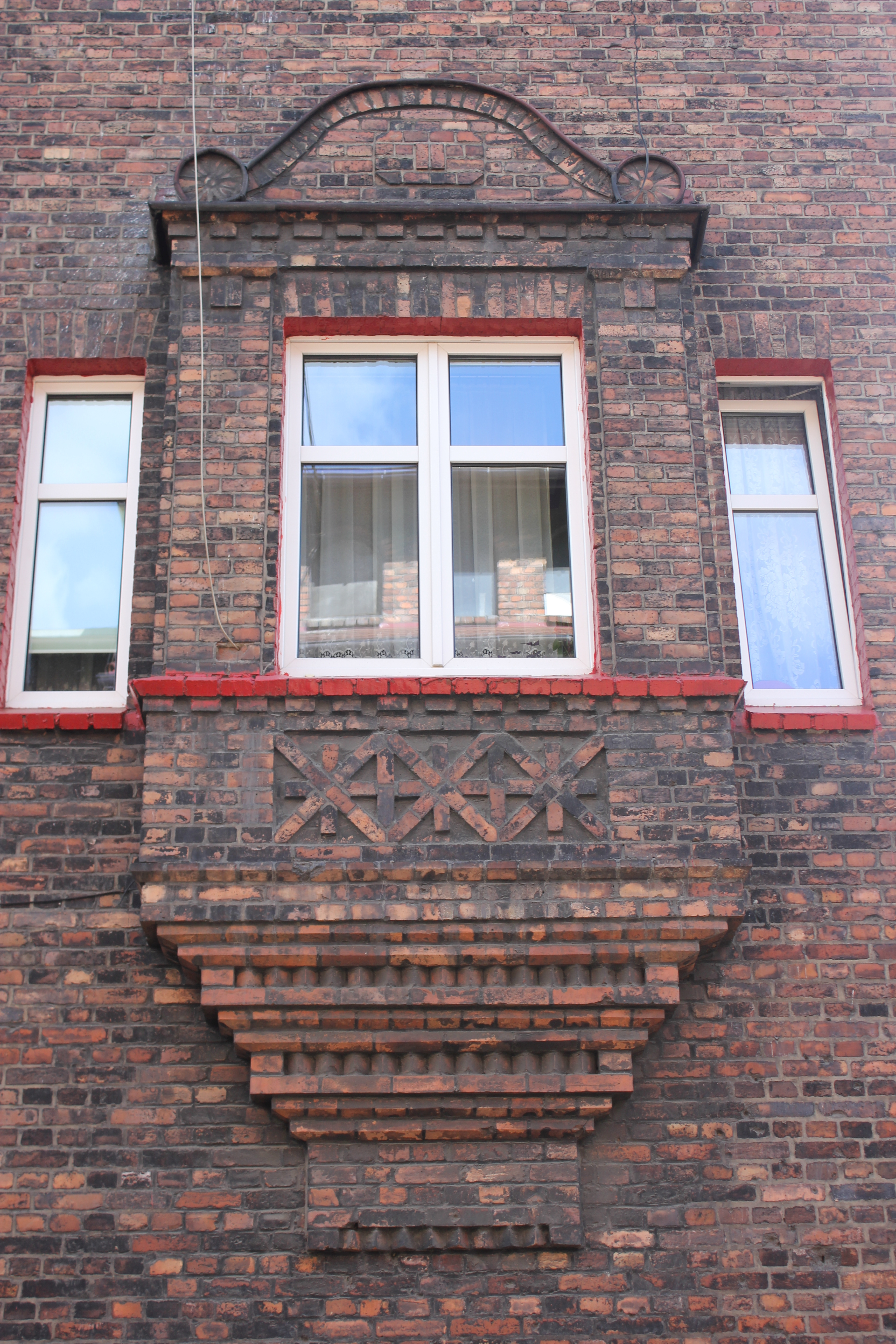
Wykusz
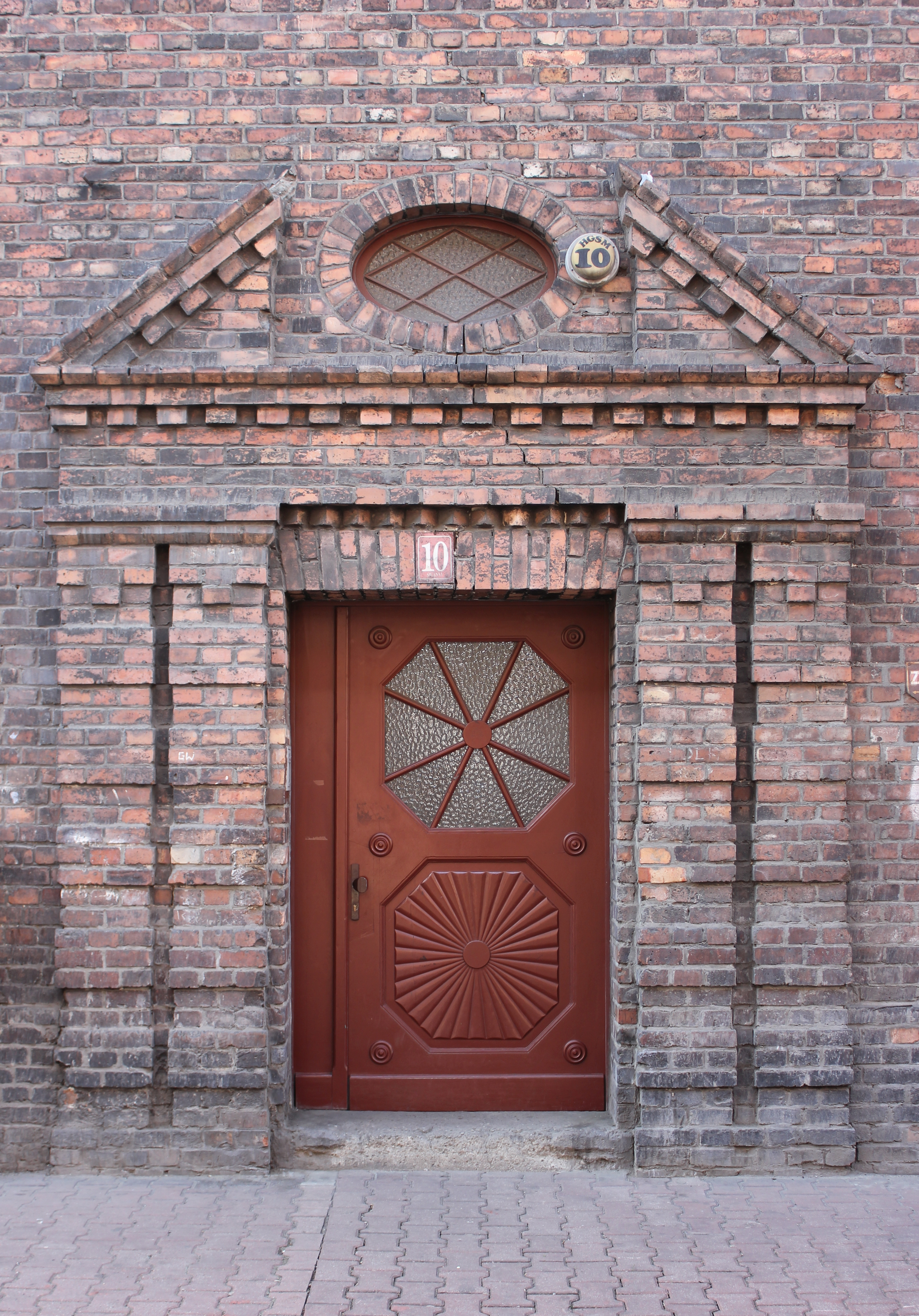
Portal
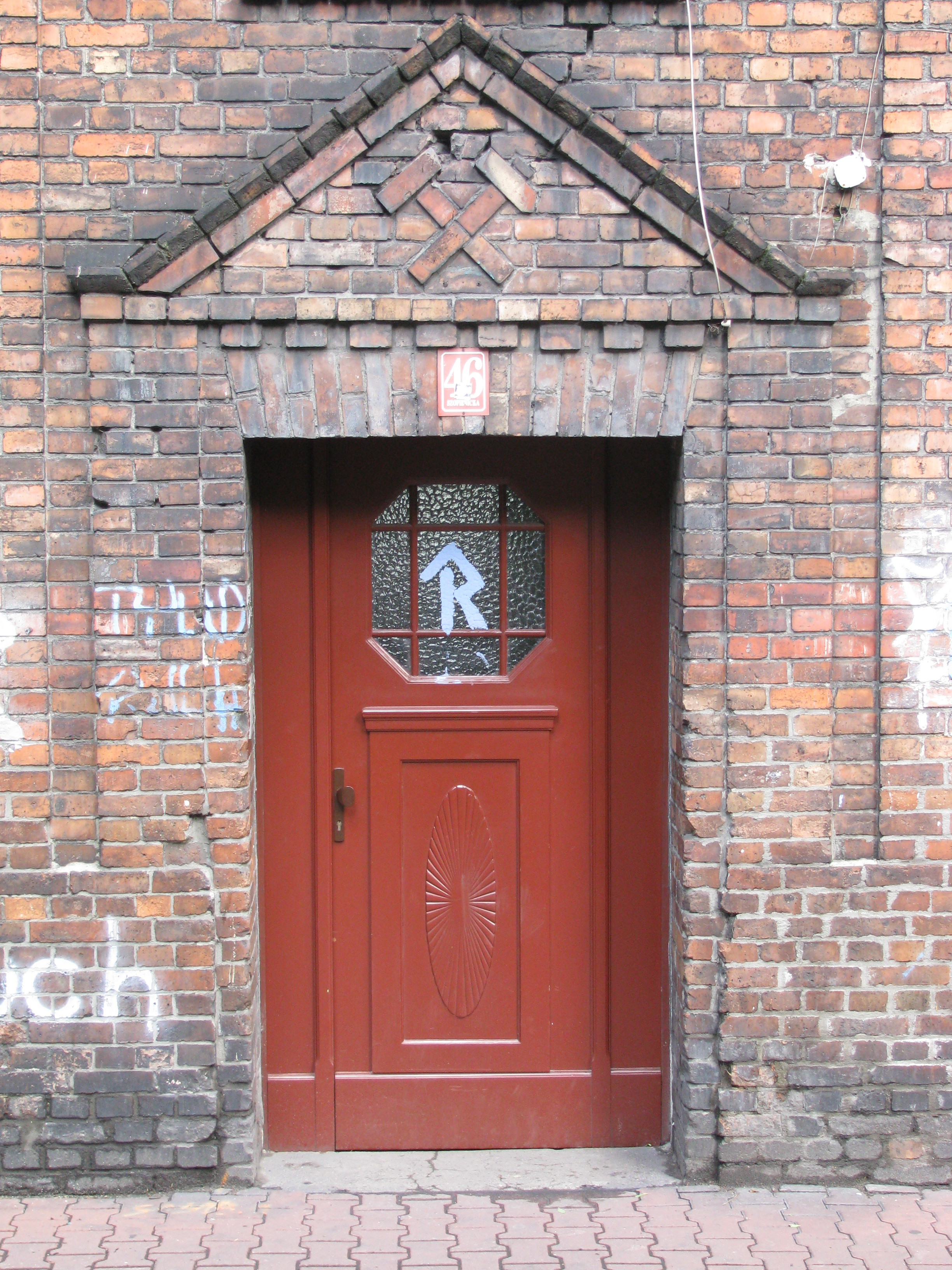
Portal
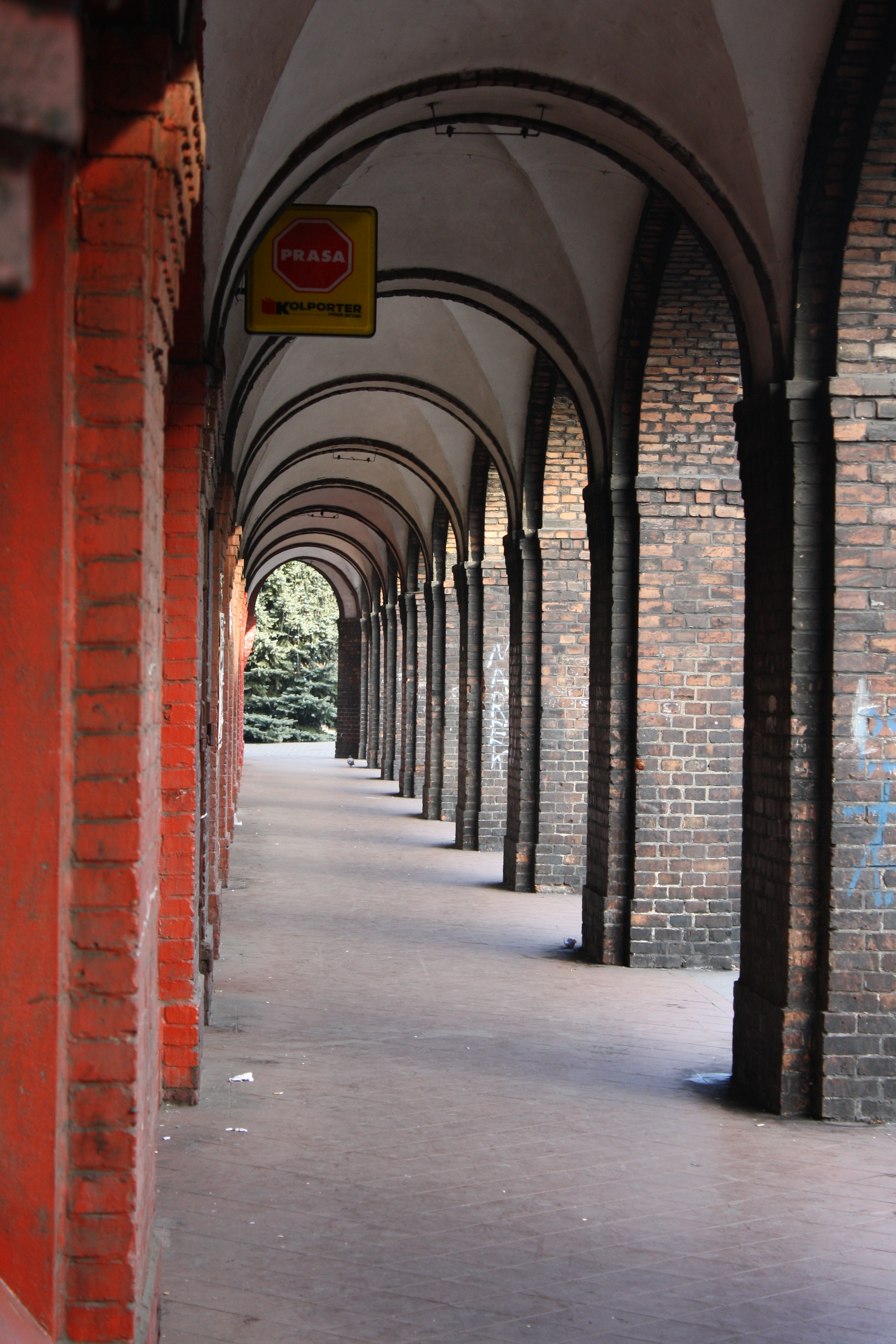
Podcienia

### Budynki użyteczności publicznej i infrastruktura

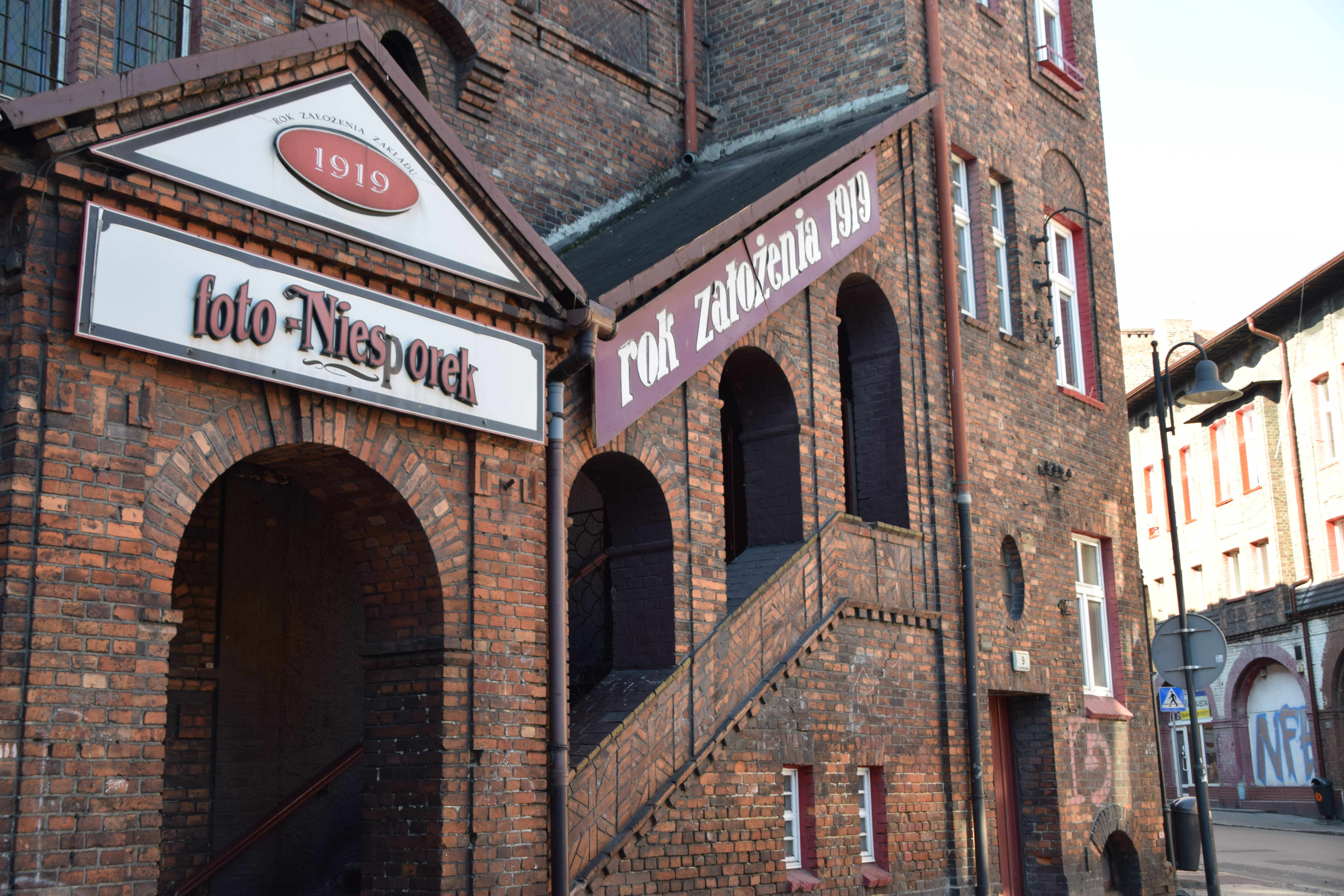
Budynek dawnej apteki i posterunku policji w części zachodniej placu Wyzwolenia (późniejszy zakład fotograficzny „Niesporek”)

Przy projektowaniu i budowie Nikiszowca przyjęto założenie, by nie tylko zapewnić dach nad głową dla mieszkańców, ale by też zaspokoić ich wszystkie inne potrzeby. Zarówno na terenie Nikiszowca, jak i Giszowca znajdowały się: sklepy, piekarnia, szkoła i gospoda. W Nikiszowcu umieszczono ponadto obiekty usługowe obsługujące mieszkańców obydwóch osiedli. Były to: kościół, apteka oraz posterunek policji z aresztem , a pomiędzy nimi kursowała kolejka wąskotorowa zwana popularnie Balkanem . Opiekę lekarską zapewniał lekarz na terenie Giszowca . Znaczna większość budynków usługowych i publicznych zachowana jest bez znacznych zmian i przebudów. Są to:
- Konsum – ciąg sklepów w podcieniach w części północnej placu Wyzwolenia[28] ; działały w nich sklepy i lokale usługowe oraz restauracja z salą widowiskową[76],
- Pralnia z suszarnią oraz magiel przy ulicy Rymarskiej (obecnie Dział Etnologii Miasta Muzeum Historii Katowic)[28] ; powstały celem dbania o stan robotniczych mieszkań, w których mogła pojawiać się wilgoć na ścianach; z pralni korzystały głównie kobiety, a przy niej ulokowano poczekalnię dla dzieci[81],
- Siedziba gospody, gdzie mieściły się także poczta i świetlica, w części wschodniej placu Wyzwolenia (pl. Wolności 4)[76],
- Apteka i posterunek policji w części zachodniej placu Wyzwolenia (późniejszy zakład fotograficzny „Niesporek”)[82],
- Kościół św. Anny – w południowej części placu[27],
- Dom noclegowy dla samotnych górników przy ulicy Szopienickiej (obecnie budynek mieszkalny z restauracją)[27],
- Szkoły wraz z mieszkaniami dla nauczycieli (obecnie Szkoła Podstawowa nr 53 im. St. Żeromskiego w Katowicach)[27],
- Barak dla zakaźnie chorych oraz ochronka dla dzieci (poza ścisłym terenem osiedla przy ulicy Zamkowej 2a, obecnie Szkoła Podstawowa nr 6 Specjalna w Katowicach[83])[27].

Osiedle Nikiszowiec od początku było wyposażone w energię elektryczną, a także było w pełni skanalizowane, wyposażone w oczyszczalnię ścieków  i podłączone do wodociągów. Do każdego mieszkania doprowadzona była woda pitna. Energię elektryczną dostarczano z przykopalnianej elektrowni św. Jerzego (obecnie Dalkia Polska Energia – Zakład Produkcyjny „Wieczorek”). Kopalnia zapewniała również ochronę przeciwpożarową.
| - D. pralnia z suszarnią oraz magiel przy ulicy Rymarskiej - Kościół św. Anny przy placu Wyzwolenia - Siedziba d. gospody (później także poczty i świetlicy) przy placu Wyzwolenia 4 |

### Pomniki i tablice pamiątkowe
Lista pomników i tablic pamiątkowych znajdujących się na terenie osiedla Nikiszowiec oraz w jego najbliższym sąsiedztwie:
- Pomnik ku czci bohaterów powstań śląskich (ul. Zamkowa),
- Pomnik Józefa Wieczorka (ul. Z. Nałkowskiej),
- Tablica upamiętniająca działalność „Komitetu 21”, powołanego przez robotników Górnego Śląska do kierowania akcją strajkową 1923–1924 (ul. Szopienicka 21),
- „Miejsce Pamięci” poświęcone górnikom, którzy zginęli w kopalni „Giesche” („Wieczorek”; pl. Wyzwolenia).

## Gospodarka

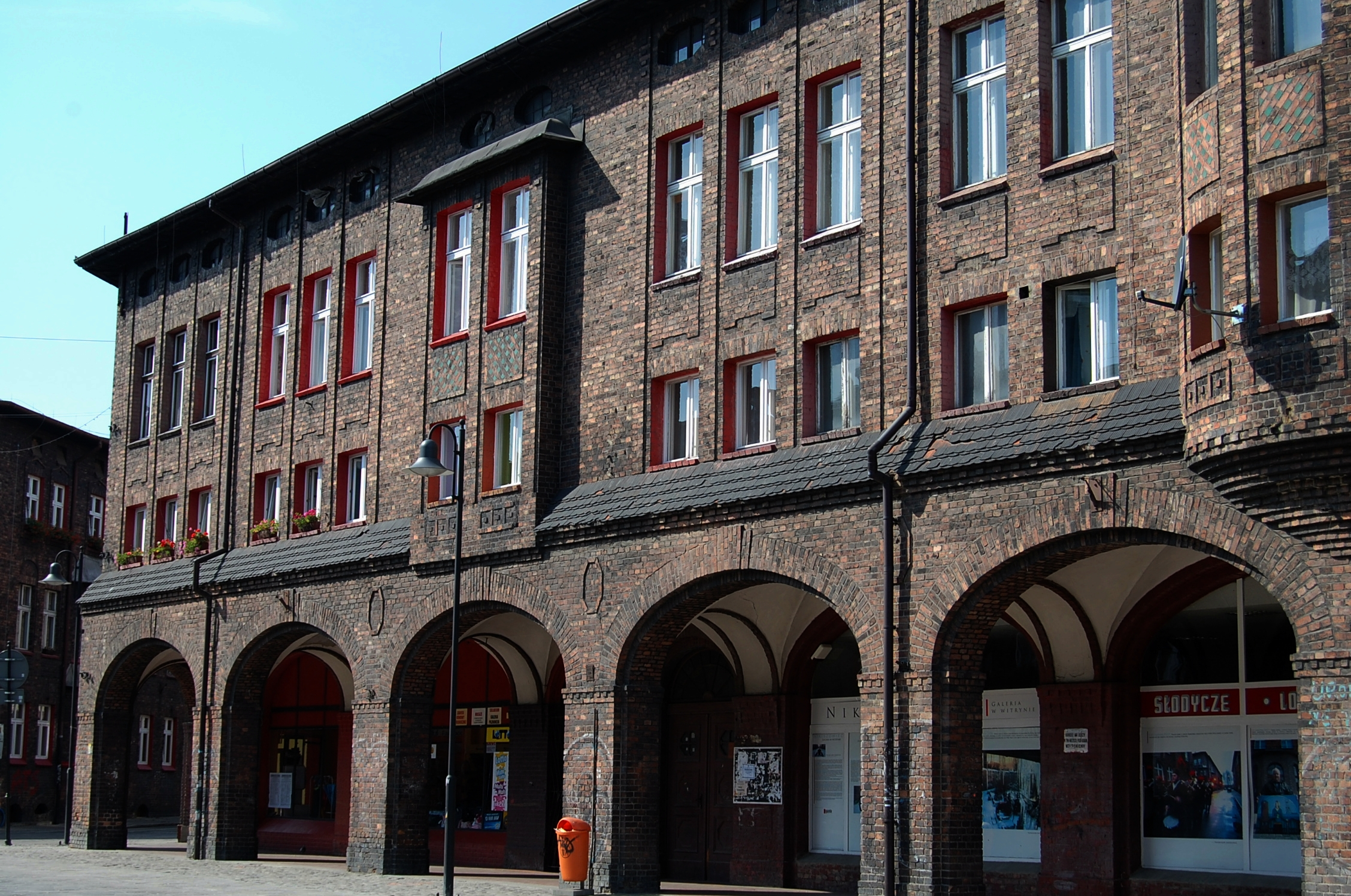
Dawny konsum – budynek z podcieniami przy placu Wyzwolenia z placówkami handlowo-usługowymi

Osiedle ściśle związane z górnictwem węgla kamiennego zostało wybudowane dla pracowników kopalni „Giesche” (późniejsza Kopalnia Węgla Kamiennego „Wieczorek”). Pierwsze wzmianki o wydobywaniu węgla na tym terenie pochodzą z 1788 roku, kiedy to ordynat mysłowicki Feliks Mieroszewski, założył pierwszą w tym rejonie kopalnię „Bergthal”. Wydobycie w niej prowadzono z przerwami od 20 grudnia 1788 do 1823 roku. W dniu 6 stycznia 1826 roku, czyli dzień nadania pola górniczego „Morgenroth” („Jutrzenka”) w Janowie przyjmuje się za datę powstania dzisiejszej kopalni „Wieczorek”. W największym bloku osiedla, położonym przy dawnym szybie „Nickisch” (później „Poniatowski”) zlokalizowano budynki administracyjne i socjalne kopalni „Giesche”: siedzibę dyrekcji, łaźnię, cechownię i dom noclegowy dla samotnych górników. Po zakończeniu wydobycia węgla kamiennego, w dniu 31 marca 2018 roku kopalnia została przekazana do Spółki Restrukturyzacji Kopalń celem jej likwidacji.
Samo zaś osiedle od początku istnienia miało mieszkaniowy charakter, w którym zlokalizowano podstawowe usługi i placówki użyteczności publicznej, a także budynki administracyjne kopalni. Sklepy głównie znajdują się w budynku z podcieniami (konsum), będącym częścią bloku II, położonego przy placu Wyzwolenia. W sąsiednim bloku III zlokalizowano natomiast restaurację (obecnie mieści się tam placówka Poczty Polskiej). Obok sklepów powstawały też lokale usługowe, w tym otwarty w 1919 roku przez Augustyna Niesporka w budynku dawnego posterunku policji zakład fotograficzny.
Według stanu z kwietnia 2023 roku, w Nikiszowcu działają różnego typu placówki handlowo-usługowe, w tym m.in.: Filia urzędu Pocztowego Katowice 14 Poczty Polskiej (pl. Wyzwolenia 4), Filia Nikiszowiec Śląskiego Banku Spółdzielczego „Silesia” w Katowicach (pl. Wyzwolenia 4), piekarnia-cukiernia Michalski (ul. B. Krawczyka 5), sklepy wielobranżowe, pracownie artystyczne i inne.

## Transport

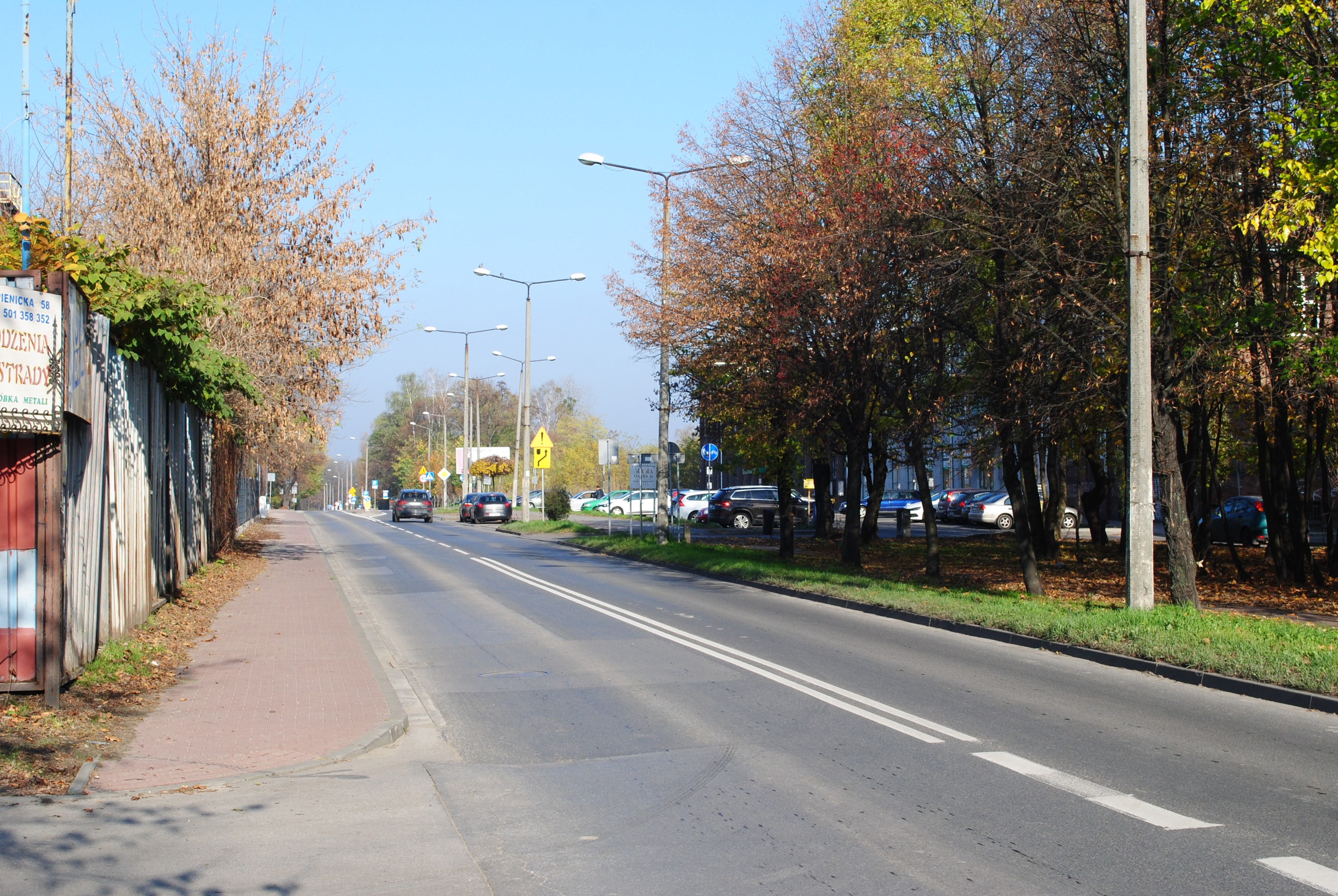
Fragment ulicy Szopienickiej na wysokości Nikiszowca

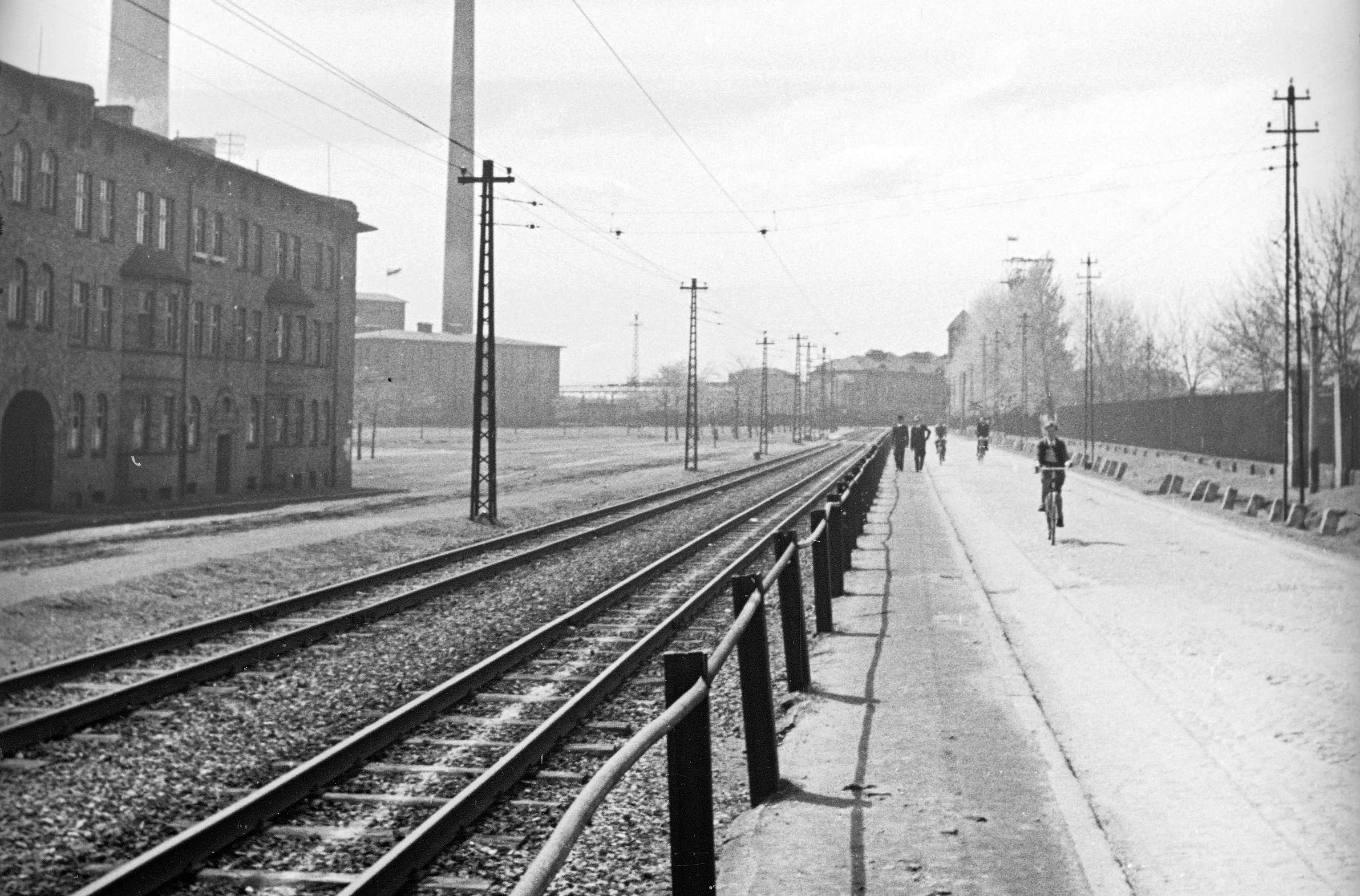
Linia kolei wąskotorowej na wysokości Nikiszowca, po której kursowały pociągi Balkan (1937)

Nikiszowiec położony jest przy jednej z ważniejszych dróg w Katowicach – ulicy Szopienickiej, która łączy osiedle z Giszowcem w kierunku południowym i Szopienicami w kierunku północnym. Ulica ta biegnie po północno-zachodniej stronie osiedla. Od strony wschodniej do Nikiszowca dochodzi ulica Zamkowa, która łączy osiedle z resztą Janowa. Ulica Szopienicka jest drogą powiatową o klasie drogi zbiorczej (Z), a ulica Zamkowa drogą powiatową o klasie drogi lokalnej (L).
Sam zaś wewnętrzny układ drogowy Nikiszowca zaprojektowano w sposób regularny, szachownicowy, jako szereg przecinających się pod kątem prostym ulic. Jest on od północy zamknięty jest ulicą Z. Nałkowskiej, od zachodu ulicą Szopienicką, od południa ulicą Giszowiecką, zaś od wschodu torami kolejowymi . Cały obszar spięty jest głównym ciągiem komunikacyjnym – ulicą Janowską, która zbiega się z innymi ulicami w centrum układu, jakie stanowi plac Wyzwolenia .
W latach 20. XX wieku Nikiszowiec został połączony z Katowicami linią autobusową, a współcześnie transport miejski w Nikiszowcu realizowany jest przez Zarząd Transportu Metropolitalnego i zapewnia połączenie miejscowości z innymi częściami Katowic oraz z sąsiednimi miastami – Mikołowem, Mysłowicami i Siemianowicami Śląskimi. W Nikiszowcu wg stanu z kwietnia 2023 roku znajdują się 4 przystanki autobusowe: Nikiszowiec Kościół, Nikiszowiec Szpital, Nikiszowiec Szyb Pułaski i Nikiszowiec Szyb Wilson.
W Nikiszowcu znajdują się trzy stacje wypożyczalni rowerów miejskich Metrorower: 27031 (skw. Zillmannów), 27143 (ul. Szopienicka / Oswobodzenia) i 27190 (ul. Szopienicka / Giszowiecka).
Przy osiedlu funkcjonowała dawniej kolejka wąskotorowa o potocznej nazwie Balkan. Jej budowa była spowodowana koniecznością powiązania rozproszonych obiektów przemysłowych spółki Georg von Giesches Erben w ramach jednej sieci kolejowej. W dniu 25 maja 1909 roku spółka ta uzyskała koncesję na prowadzenie prywatnego ruchu kolei wąskotorowej. Nie wiadomo dokładnie kiedy Balkan zaczął wozić bezpłatnie pasażerów – wiadomo tylko, że 6 stycznia 1914 roku Dyrekcja Okręgowa Kolei zezwoliła na prowadzenie ruchu osobowego pomiędzy szybem „Carmer” („Pułaski”) a Giszowcem. Następnie sieć rozbudowano i ubiegano się o zgodę na darmowy przewóz rodzin pracowników. W latach 60. XX wieku podjęto starania w sprawie likwidacji Balkanu, jednak ostatecznie doszło do zamknięcia linii osobowej 31 grudnia 1977 roku.

## Oświata

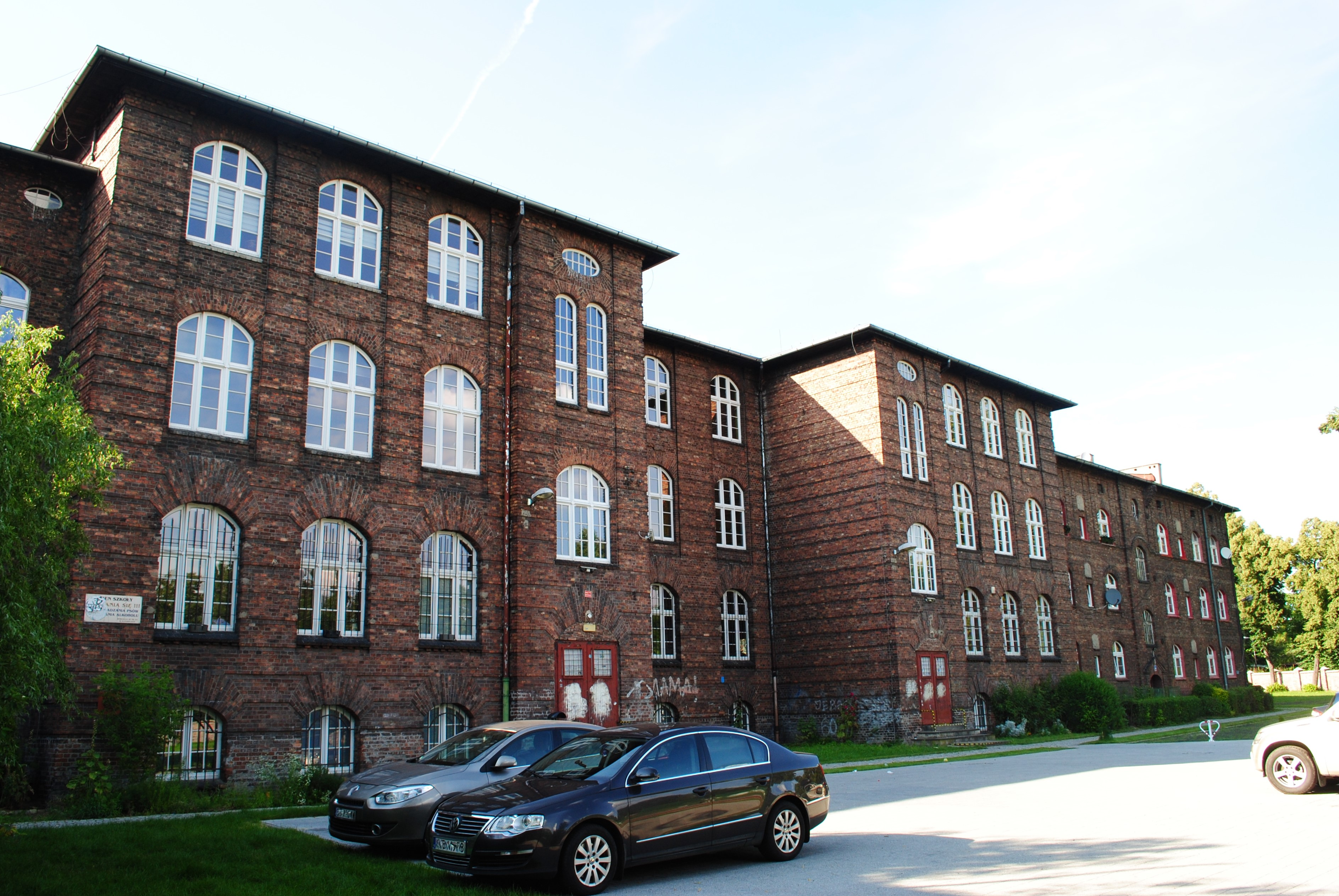
Budynek Szkoły Podstawowej nr 53 im. St. Żeromskiego w Katowicach

Działalność edukacyjną rozpoczęto ściśle z budową osiedla, gdyż do właścicieli obszaru dworskiego należało zapewnienie edukacji na poziomie podstawowym. Tak więc, wraz z wznoszeniem osiedla zaplanowano miejsce na dwie szkoły. Pierwszy budynek szkolny, posiadający 16 sal lekcyjnych, oddano do użytku 16 października 1911 roku. W tym czasie rozpoczęto naukę w czterech oddziałach, do których uczęszczało 217 uczniów. Tymczasem mieszkańców Nikiszowca przybywało i już w 1914 roku uczyło się w szkole 1047 uczniów, dlatego też zdecydowano o budowie drugiej szkoły, którą rozpoczęto w 1913 roku. W czerwcu 1918 roku przy poparciu ks. Pawła Dudka założono ochronkę dla dzieci, prowadzoną przez siostry jadwiżanki. Skierowano wówczas cztery siostry zakonne do opieki nad dziećmi.
Po powstaniach śląskich, w styczniu 1921 roku rozdzielono szkoły koedukacyjne na męskie i żeńskie. Rok później przeorganizowano szkoły na polskie, nie otwierając szkoły niemieckiej. Dopiero pod naciskiem rodziców, 1 grudnia 1923 roku otwarto szkołę niemiecką, do której uczęszczało 157 dzieci w czterech oddziałach. Niemiecka szkoła mieściła się w budynku polskiej szkoły męskiej.
W lipcu 1924 roku, wraz z włączeniem Nikiszowca do gminy Janów, pod jej zarząd weszły trzy szkoły z terenu osiedla – w tym czasie szkoła powszechna żeńska otrzymała nr 3, męska nr 4, a szkoła niemiecka nr 5. W 1934 roku przywrócono szkoły koedukacyjne, lecz po trzech latach wrócono stopniowo do podziału na szkoły męskie i żeńskie. Ponadto w Nikiszowcu działały trzy przedszkola – dwa z nich prowadzone były przez siostry jadwiżanki przy ulicy Zamkowej 10, a trzecia, prywatna, przez Niemiecki Związek Szkolny w jednej z sal lekcyjnych szkoły powszechnej nr 4. Dodatkowo od 1930 roku funkcjonowała Doszkalająca Szkoła Wiejska, w której nauka trwała trzy lata.
Polskie szkoły po zakończeniu działań II wojny światowej w Nikiszowcu wznowiły działalność 28 lutego 1945 roku. W 1951 roku, w związku z włączeniem Nikiszowiec do Szopienic, zmieniła się numeracja szkół. Następne zmiany w numeracji były w latach 1955 i 1960. Ostatnia zmiana nastąpiła w 1964 roku, kiedy to obie szkoły połączono w jedną instytucję – obecną Szkołę Podstawową nr 53 im. Stefana Żeromskiego w Katowicach. Siostry jadwiżanki prowadziły przedszkole do 1952 roku, kiedy to władze państwowe przekazały przedszkole osobom świeckim.
W 2014 roku otwarto jedyne w Polsce miejsce spotkań i edukacji młodzieży – Centrum Zimbardo.

## Kultura

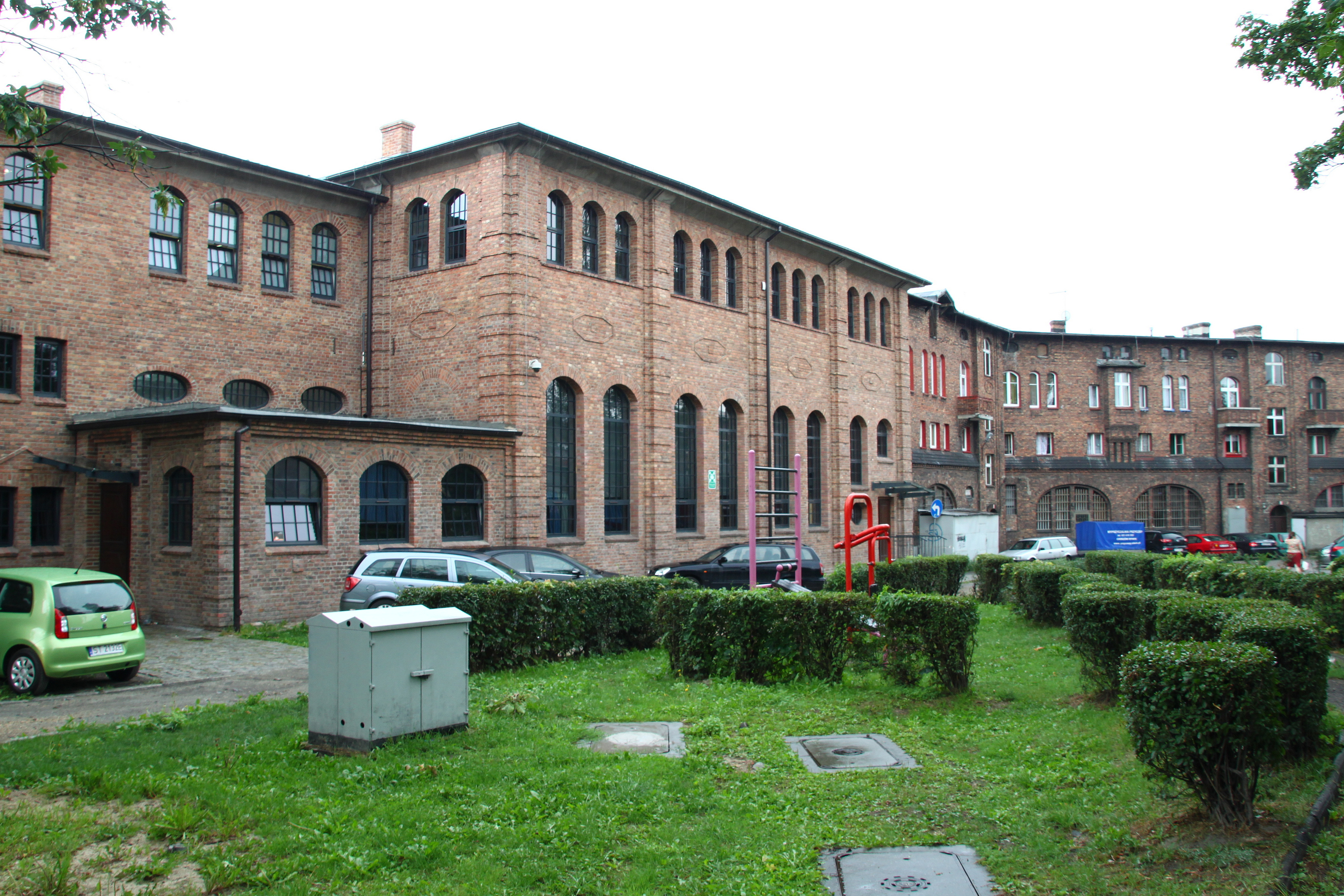
Dział Etnologii Miasta Muzeum Historii Katowic – widok z wnętrza kwartału zabudowy (2014)

Działalność kulturalna zaczęła się rozwijać w Nikiszowcu już od momentu jego powstania. W 1919 roku na terenie Nikiszowca rozpoczął działalność chór mieszany „Wolność” (w 1927 roku zmieniono jego nazwę na „Halka”), a jego dyrygentem był Wiktor Bara. Działał on do 1939 roku. W 1922 roku powstał chór męski im. Stanisława Moniuszki, który w 1939 roku liczył 215 osób, a jego pierwszym dyrygentem był Wojciech Bywalec.
Po II wojnie światowej w Nikiszowcu zaczęła swą działalność świetlica zakładowa przy kopalni, która mieściła się w jednej z sal byłego domu noclegowego. Początkowo utworzono w niej sekcje: teatralną, krajoznawczo-turystyczną, szachową, gimnastyczną i zespół mandolinistów. Najważniejszy i najbardziej intensywny okres działalności świetlica przeżywała pod kierownictwem Ottona Klimczoka. W 1947 roku stworzył zespół plastyczny, zwany obecnie Grupą Janowską. Sam wyszukiwał wśród pracowników kopalni malarzy amatorów. Dostarczał im materiały niezbędne do pracy, organizował wystawy i dbał o reklamę. W 1956 roku instruktorem koła plastycznego za namową Klimczoka został Zygmunt Lis, wówczas student krakowskiej ASP. Wkrótce budynek nie mógł zaspokoić wszystkich potrzeb, a Otton Klimczok zaczął zabiegać o budowę zakładowego domu kultury. Ostatecznie na potrzeby Zakładowego Domu Kultury zaadaptowano i przebudowano budynek łaźni kopalnianej. W latach 90. XX wieku kopalnia pozbywając się zbędnego majątku zrezygnowała z prowadzenia Domu Kultury i przekazała budynek miastu Katowice. Wkrótce obiekt oddano do użytku Szkole Podstawowej nr 53.

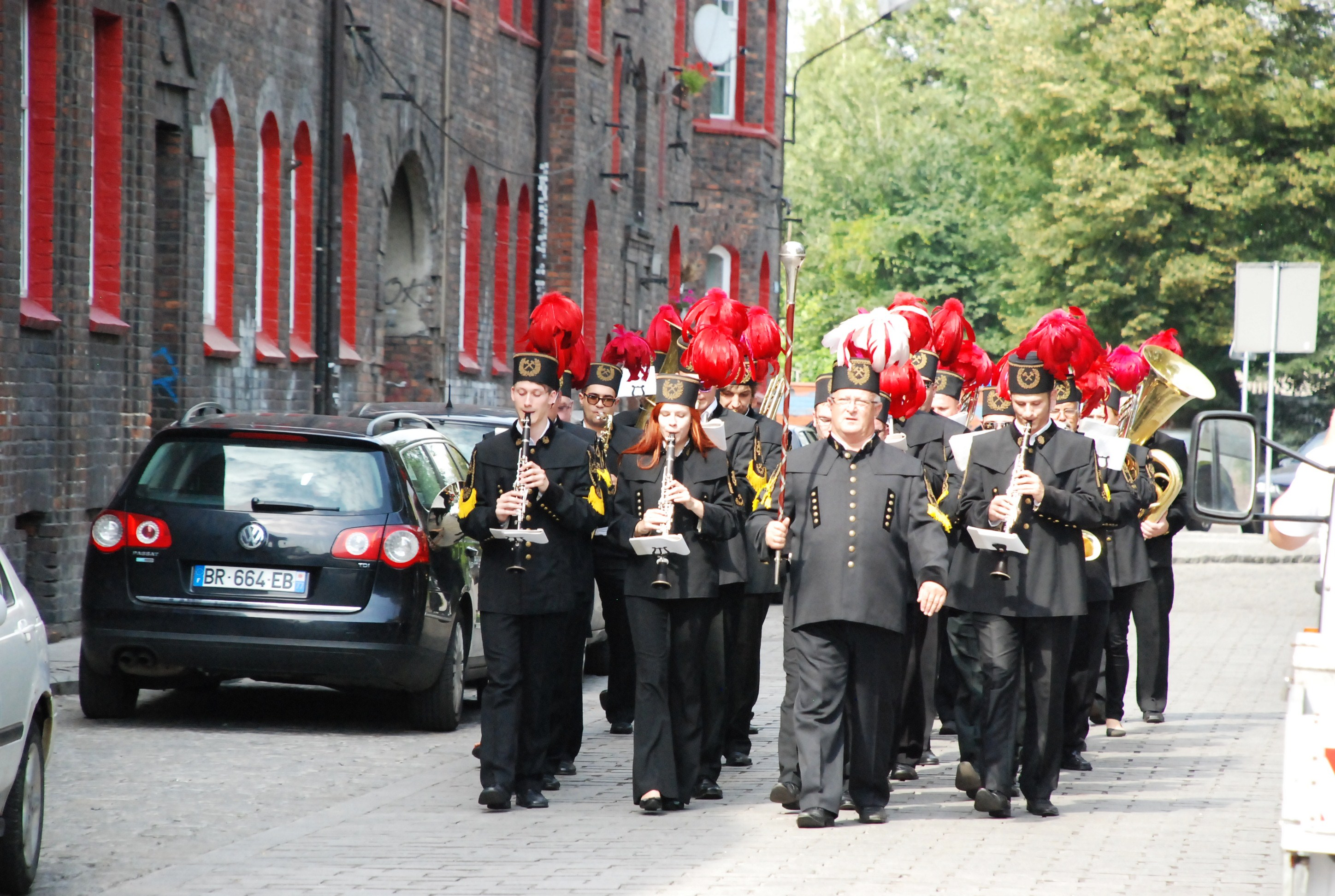
Górnicza orkiestra maszerująca ulicami Nikiszowca podczas Industriady w 2006 roku

W 1994 roku utworzono Towarzystwo Społeczno-Kulturalne Giszowca, Nikiszowca i Janowa, które zajęło się kolekcjonowaniem i prezentowaniem przedmiotów związanych z historią i życiem mieszkańców w tym rejonie. Na działalność wystawienniczą kopalnia „Wieczorek” przekazała budynek dawnej pralni i magla przy ulicy Rymarskiej 4. W budynku zaczęło funkcjonować muzeum społeczne nazwane Galerią Magiel. Od 2011 roku obiekt jest siedzibą Działu Etnologii Miasta Muzeum Historii Katowic. Są tu prezentowane wystawy czasowe oraz dwie wystawy stałe: Woda i mydło najlepsze bielidło. W pralni i maglu na Nikiszowcu oraz U nos w doma na Nikiszu. Za wystawę Woda i mydło najlepsze bielidło. W pralni i maglu na Nikiszowcu muzeum zostało odznaczone nagrodą Wydarzenie Muzealne Roku „Sybilla 2013” w kategorii wystawy etnograficzne.
W 1998 roku w sąsiedztwie osiedla, w budynkach dawnej cechowni i markowni szybu „Wilson” kopalni „Wieczorek” rozpoczęła działalność prywatna Galeria Szyb Wilson. Odbywają się w niej liczne wystawy malarstwa, rzeźby, fotografii i jest miejscem obchodów różnych uroczystości. W 2008 roku zorganizowano w galerii 1. Międzynarodowy Festiwal Sztuki Naiwnej „Nikisz-For”. W ramach festiwalu odbyło się też wiele imprez artystycznych m.in. jarmark sztuki, czyli wystawa prac artystów nieprofesjonalnych z możliwością ich zakupu.

### Nikiszowiec w filmie
Tereny Nikiszowca stały się plenerem dla filmów: Kazimierza Kutza, Radosława Piwowarskiego, Macieja Pieprzycy, Lecha Majewskiego i Janusza Kidawy.
Filmy, których akcja toczy się w Nikiszowcu:
- Sól ziemi czarnej (1969),
- Perła w koronie (1971),
- Grzeszny żywot Franciszka Buły (1980),
- Kolejność uczuć (1993),
- Barbórka (2005),
- Angelus (2001).

### Nikiszowiec w literaturze

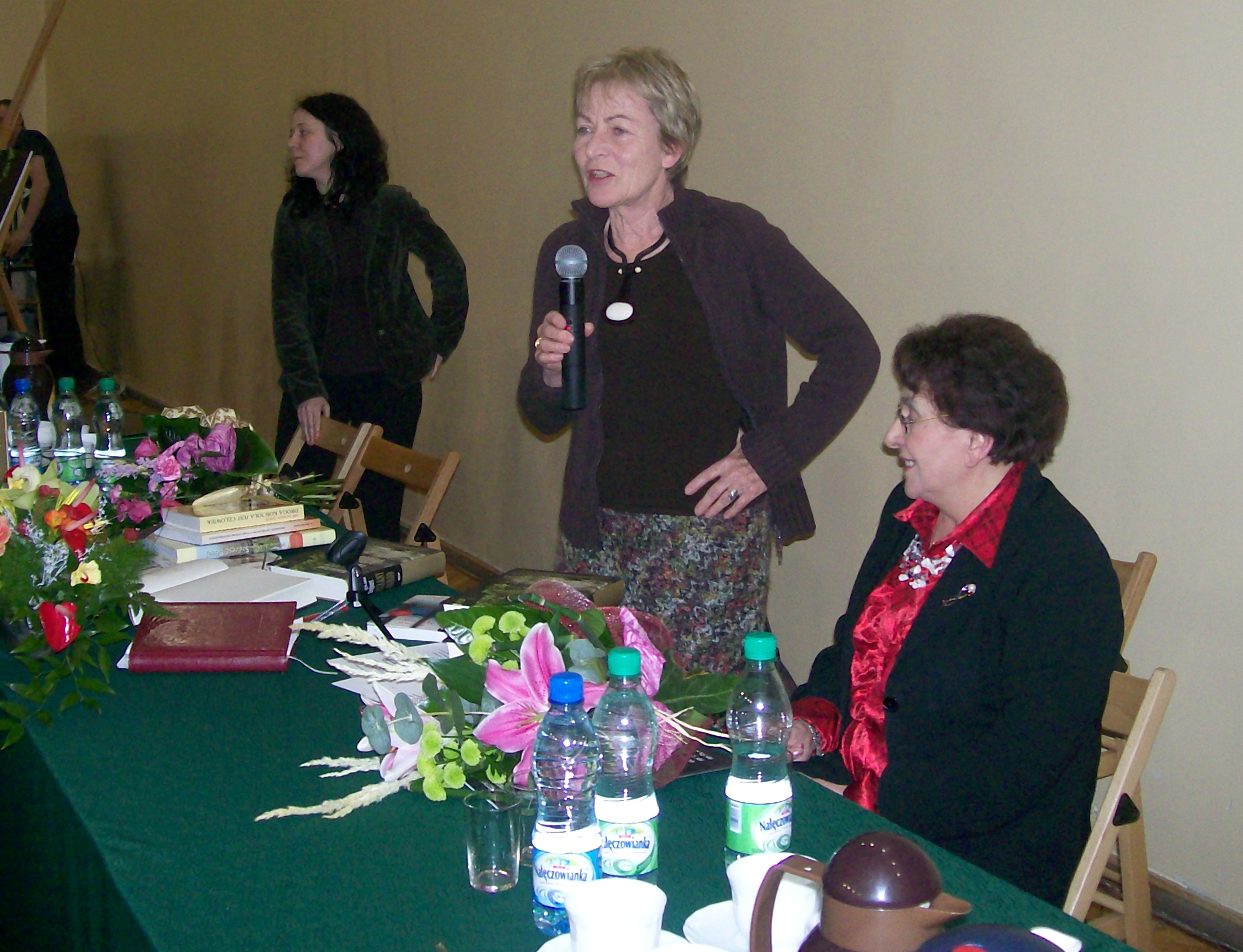
Małgorzata Szejnert (z mikrofonem) w trakcie promocji książki Czarny ogród 12 lutego 2008 roku w Nikiszowcu

Nikiszowiec i Giszowiec zostały opisane w książce Czarny ogród przez Małgorzatę Szejnert, która została laureatką pierwszej edycji Nagrody Mediów Publicznych „Cogito” w dziedzinie literatury pięknej. Opowieść była także nominowana do Nagrody Literackiej „Nike” 2008 oraz do Nagrody Literackiej Gdynia 2008. Jest to dokładnie udokumentowana, reporterska historia o losach wybranych rodów z tych miejscowości.

### Nikiszowiec w sztuce
Inspirację dla swych niezwykłych wizji malarskich czerpali w Nikiszowcu począwszy już od 1946 roku artyści nieprofesjonalni skupieni w przyzakładowej świetlicy kopalni „Wieczorek”. Wielu twórców z tego grona, nazwanych przez Seweryna A. Wisłockiego Grupą Janowską, uwieczniało robotnicze osiedle na swych obrazach. Opisy i fotografie osiedla umieszczane są również w książkach, publikacjach i na stronach internetowych. Ewald Gawlik, jeden z malarzy z Grupy Janowskiej, zwany Van Goghiem z Nikisza i Mistrzem Małej Ojczyzny, przedstawiał pracę, zabawę, życie rodzinne i społeczne mieszkańców na tle bliskich mu Nikiszowca i Giszowca. W scenerii robotniczego osiedla tworzył także Erwin Sówka. Przedstawia on akty kobiece na tle architektury i krajobrazów Nikiszowca. Prace Pawła Wróbla są przykładem kosmogonicznego rozumienia Nikiszowca – dla niego osiedle było nie tylko domem, ale też odpowiednikiem centrum świata. Dla tych artystów Janów i Nikiszowiec były miejscami silnie inspirującymi artystycznie. Prace członków Grupy Janowskiej były prezentowane na wystawach Grupa Janowska 1946–2016 oraz Wokół Mistrzów Grupy Janowskiej w Dziale Etnologii Miasta Muzeum Historii Katowic w budynku przy ulicy Rymarskiej 4. Od lipca 2000 roku Grupa Janowska ma siedzibę w Miejskim Domu Kultury „Szopienice-Giszowiec” w Katowicach przy ulicy gen. J. Hallera 28, gdzie twórcy prowadzą własną, stałą galerię.

## Religia

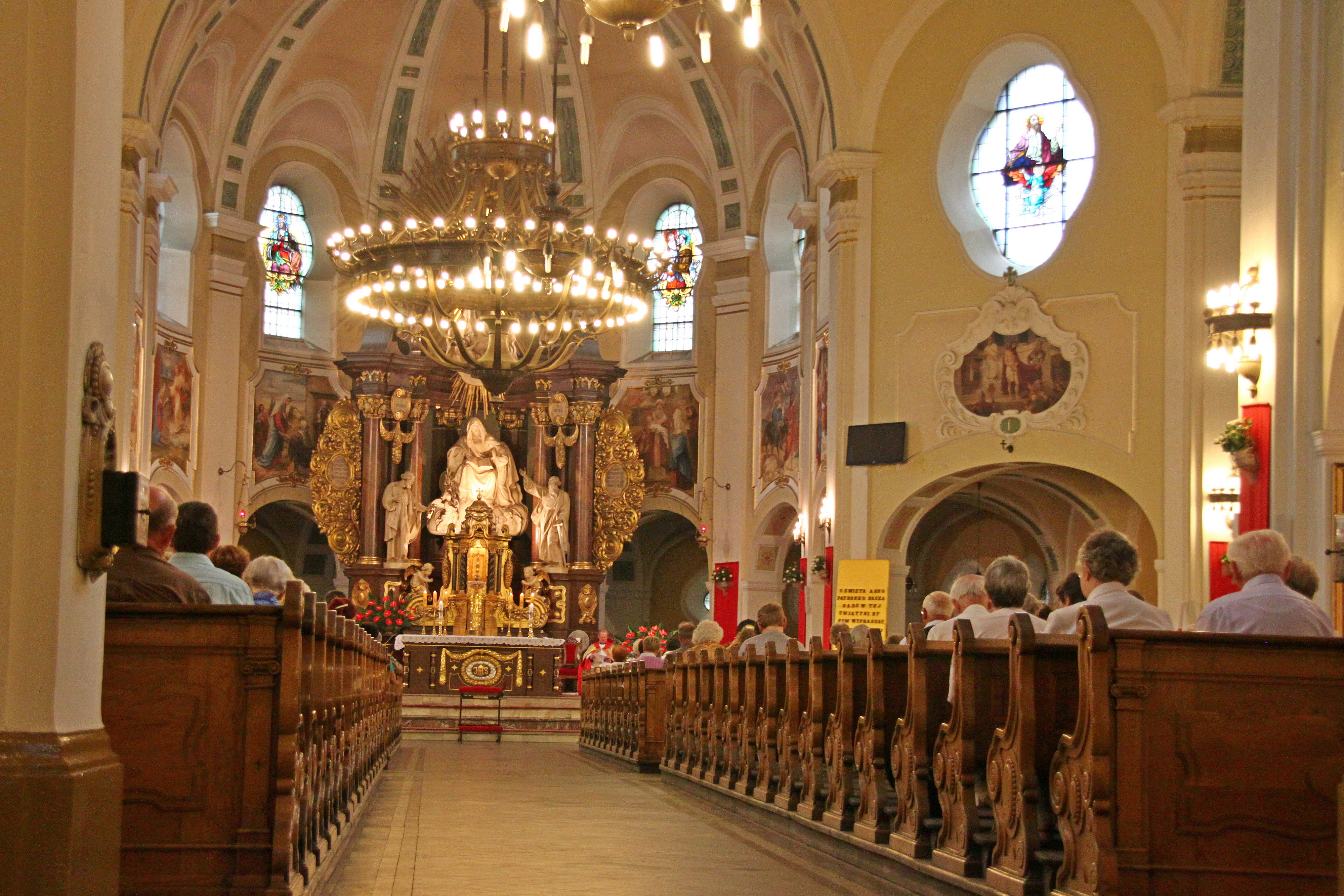
Wnętrze kościoła św. Anny podczas nabożeństwa (2014)

Dominującym wyznaniem w Nikiszowcu jest kościół rzymskokatolicki. Na przełomie XIX i XX wieku mieszkańcy osiedla należeli do parafii w Mysłowicach. Na początku XX wieku mieszkańcy Janowa utworzyli Towarzystwo Katolickich Obywateli, które zajęło się zbieraniem funduszy na budowę nowego kościoła na miejscu. Do tej pory musieli pokonywać odległość około 5 km. W 1908 roku spółka Georg von Giesches Erben przekazała na budowę kościoła 60 tys. marek pod warunkiem, że kościół powstanie według zatwierdzonych przez spółkę planów i będzie zlokalizowany w Nikiszowcu. Na zlecenie spółki sporządzono plany i kosztorys budowy kościoła z probostwem, a nadzór nad budową zlecono Emilowi i Georgowi Zillmannom.
Ponieważ budowa przedłużała się, spółka przekazała budynek kotłowni przy szybie „Albert” („Wojciech”) kopalni „Giesche” na kościół tymczasowy. W październiku 1910 roku poświęcono prowizoryczną świątynię, a w sierpniu 1912 roku wydzielono z mysłowickiej parafii samodzielną parafię w Janowie. Jej pierwszym proboszczem był. ks. Paweł Dudek. 5 lipca 1914 roku położono kamień węgielny pod nowy kościół, lecz po miesiącu budowę przerwał wybuch I wojny światowej. Po wojnie wznowiono prace, a zakończono je dopiero w 1927 roku. W dniu 5 listopada 1992 roku przy kościele poświęcono dom katechetyczny, w którym część pomieszczeń została przekazana siostrom jadwiżankom, które wcześniej przebywały w budynku probostwa.

## Sport i rekreacja

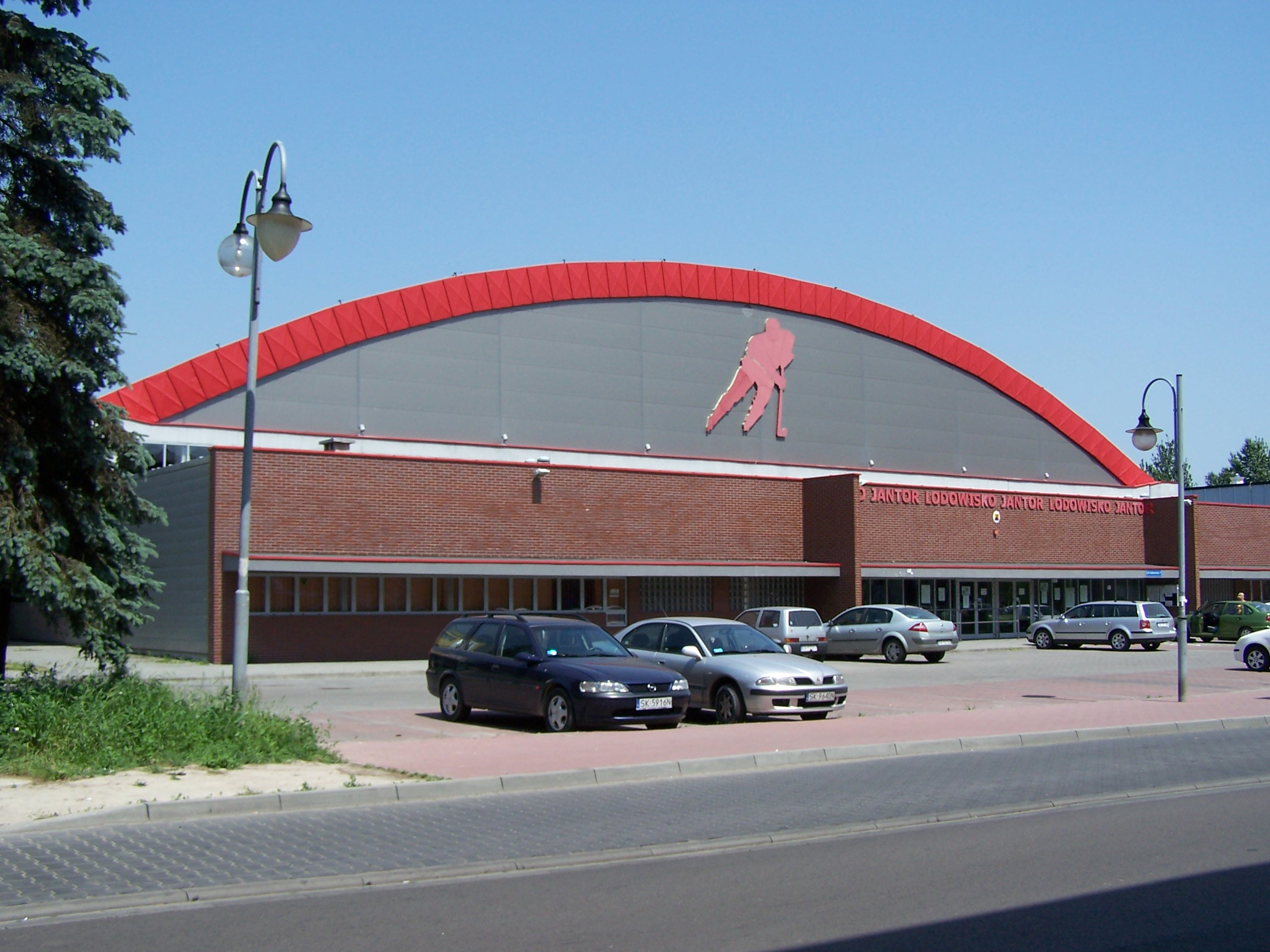
Lodowisko „Jantor”, z którego korzysta klub sportowy Naprzód Janów

Najstarszą organizacją sportową w Nikiszowcu było nikiszowieckie gniazdo Towarzystwa Gimnastycznego „Sokół”. W 1920 roku utworzono klub piłkarski pod nazwą Klub Sportowy „Nikisz 20”. Boisko do piłki nożnej zorganizowano między blokiem II a szybem kopalnianym w Janowie. Nazwę tego klubu zmieniono w 1938 roku na Klub Sportowy „Pułaski”. W 1923 roku miłośnicy palanta założyli Klub Sportowy „Nikiszowiec 23“.
W 1923 roku Jan Skupina założył Towarzystwo Pływackie „Giszowiec-Nikiszowiec 23”, nad którym patronat objęła kopalnia „Giesche” („Wieczorek”). Staw Małgorzata w Giszowcu był bazą tego klubu pływackiego. Dzięki zawodniczce Rozalii Kajzer-Piesiur Towarzystwo Pływackie było jednym z najsilniejszych klubów w Polsce. Rozalia Kajzer-Piesiur była wielokrotną mistrzynią i rekordzistką Polski na różnych dystansach i uczestniczką igrzysk w Amsterdamie w 1928 roku. Od 1931 do wybuchu II wojny światowej w Nikiszowcu znajdowała się siedziba Klubu Cyklistów „Rekord” Janów.
Po II wojnie światowej przedstawiciele przedwojennego Klubu Sportowego „Pułaski” stworzyli nowy o nazwie Robotniczy Klub Sportowy „Naprzód” Janów, uprawiający tylko piłkę nożną. W 1948 roku przy kopalni „Wieczorek” powstał Górniczy Związkowy Klub Sportowy „Janów”. Pod koniec 1948 roku RKS „Naprzód” Janów i nowo utworzony GZKS „Janów” połączono pod wspólną nazwą Górniczy Związkowy Klub Sportowy „Naprzód” Janów. W 1949 roku do GZKS „Naprzód” Janów połączył się z „Siłą” Giszowiec i „Katowiczanką” i od tej pory nosił nazwę „Górnik” Janów. W 1957 roku dokonano zmiany statutu i odtąd organizacja nosiła nową nazwę Górniczy Klub Sportowy Naprzód Janów przy kopalni „Wieczorek”. W 1963 wybudowano dla Naprzodu Janów halę sportową z lodowiskiem Jantor. Klub ten w 1997 roku ogłosił upadłość i dopiero w sezonie 2002/2003 wznowił grę. W lutym 2004 roku zarząd podjął decyzję o reaktywacji klubu. Od sezonu 2006/2007 roku ponownie grał w ekstralidze.

## Turystyka

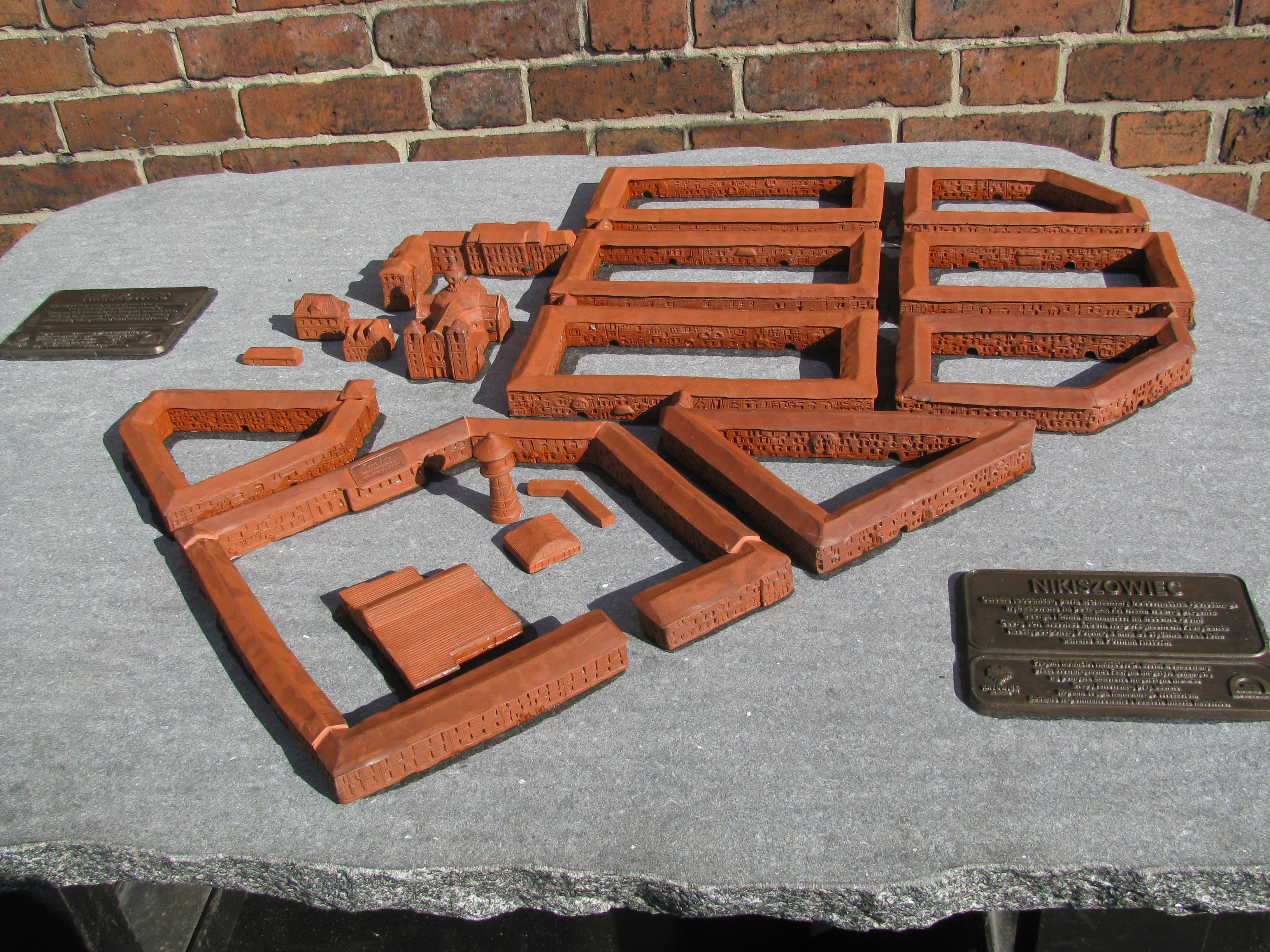
Makieta przedstawiająca Nikiszowiec, znajdująca się przed kościołem św. Anny

Nikiszowiec uważany jest za jedną z największych historycznych i architektonicznych atrakcji miasta Katowice. Osiedlu temu wraz z Giszowcem nadano funkcję turystyczną poprzez umieszczenie ich na Szlaku Zabytków Techniki Województwa Śląskiego. Ponadto Nikiszowiec zyskał bardzo na znaczeniu poprzez uznanie osiedla za pomnik historii. Obydwa osiedla są często odwiedzane przez zwiedzających, lecz według stanu z 2016 roku ich infrastruktura turystyczna nie była jeszcze wystarczająca. W Nikiszowcu według stanu z 2023 roku znajdują się obiekty powiązane z turystyką, takie jak m.in.: apartamenty na wynajem, restauracje (w tym Śląska Prohibicja i MAOLA), kawiarnie (Cafe Byfyj), sklep z pamiątkami i gadżetami Geszeft, Dział Etnologii Miasta – Oddział Muzeum Historii Katowic czy Punkt Informacji Turystycznej.
W Nikiszowcu działa też sieć lokalnych przewodników oferujących zwiedzanie osiedla. Została też wytyczona trasa spacerowa po Nikiszowcu, a wraz z tym przy charakterystycznych obiektach Nikiszowca powstało jej oznakowanie, na które składają się m.in. krótkie opisy miejsc w trzech językach i mapy danego fragmentu osiedla.
Jedną z atrakcji Nikiszowca jest także grupa małych figurek – beboków, które umieszczone są w różnych miejscach na terenie osiedla.

### Szlaki turystyczne
- Szlak Zabytków Techniki: Częstochowa – Nikiszowiec – Żywiec[140],
- nr 121: Janów – Nikiszowiec – Park Bolina – Giszowiec – Lasy Murckowskie[141].